# Bitwa pod Midway
Bitwa pod Midway – bitwa lotniczo-morska w czasie II wojny światowej, stoczona w dniach 4–7 czerwca 1942 pomiędzy siłami japońskimi a amerykańskimi, w pobliżu atolu Midway na Oceanie Spokojnym, zakończona taktycznym i strategicznym zwycięstwem amerykańskim. Bitwa była rezultatem japońskiego zamiaru wywabienia amerykańskich lotniskowców do bitwy w obronie Midway, skutkiem jednak amerykańskiej pułapki, zakończyła się zatopieniem czterech japońskich lotniskowców, przy stracie jednego amerykańskiego okrętu tej klasy.
Starcie to nie było punktem zwrotnym w wojnie na Pacyfiku, spowodowało jednak względne wyrównanie sił, co pozwoliło na pierwszą większą lądowo-morską amerykańską operację zaczepną w postaci lądowania na Guadalcanalu.

## Geneza i cele starcia

### Początek wojny na Pacyfiku
7 grudnia 1941 roku japońska Kidō-Butai (siły mobilne, siły uderzeniowe) przeprowadziła atak lotniczy na amerykańskie bazy lotnicze i morskie na Hawajach (Hawaii sakusen), rozpoczynając tym samym działania II wojny światowej na Pacyfiku.

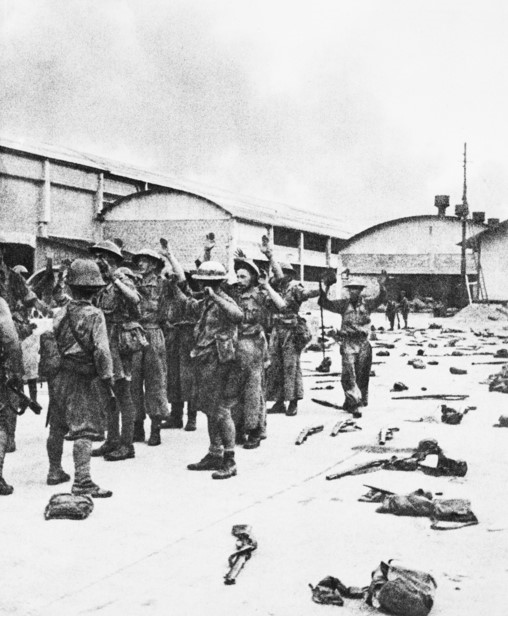
Kapitulujący żołnierze brytyjscy w Singapurze.

Niemal równocześnie Japończycy przeprowadzili symultaniczne operacje zajęcia Guamu i Wake, wkrótce potem dokonali inwazji na Hongkong, a następnie wylądowali na Półwyspie Malajskim oraz na Filipinach, pod Kuantanem zaś zatopili HMS „Prince of Wales” i „Repulse”, rozpoczynając marsz w kierunku Singapuru. Sukces tych przeprowadzonych w ciągu kilku dni operacji, spowodował przyśpieszenie ich drugiej serii, które skutkowały zajęciem Rabaulu w Archipelagu Bismarcka, serią bitew na Morzu Jawajskim i rajdem na Darwin w Północnej Australii. W połowie lutego 1942 roku upadł Singapur i na przełomie lutego i marca, było oczywiste, iż Japonia osiągnie wszystkie swoje ekonomiczne cele wojny. Dotychczasowe zdobycze terytorialne zapewniały bowiem Japonii swobodny dostęp do ropy naftowej, kauczuku i innych surowców naturalnych. Z polityczno-ekonomiczno-ideologicznego punktu widzenia, Japończycy byli na najlepszej drodze do zniszczenia „białego kolonializmu” na obszarze ich operacji. Japońskie dowództwo wojskowe zaczęło wówczas rozważać dalsze kroki, rozważając różnorakie operacje: zastanawiano się nad inwazją na Australię, skierowaniem się na obszar Oceanu Indyjskiego, uderzeniem na południe – na Wyspy Salomona w kierunku Fidżi i Samoa, celem odcięcia od zaopatrzenia Australii. W japońskich kręgach wojskowo-politycznych, w styczniu 1942 roku ścierały się jednak różne opcje. 
Dowódca Połączonej Floty admirał Isoroku Yamamoto nie był najwyższym dowódcą japońskiej floty – podlegał sztabowi generalnemu marynarki i jego szefowi admirałowi Osami Nagano. Już przed wybuchem wojny, wbrew stanowisku swojego przełożonego, adm. Nagano, Yamamoto forsował ideę ataku na Pearl Harbor, i uzyskał zgodę na rozpoczęcie wojny ze Stanami Zjednoczonymi oraz atak na amerykańską bazę, szantażując ustąpieniem ze stanowiska, swoim, i całego sztabu Połączonej Floty.
Poczytywany za sukces atak na Pearl Harbor i następujący po nim ciąg sukcesów marynarki, znacznie wzmocniły jego pozycję i prestiż, został narodowym bohaterem, w konsekwencji uzyskał bezprecedensową nieformalną władzę w zakresie kształtowania strategii „Drugiej Fazy Operacyjnej”.
Mimo wielkiej publicznej celebracji zwycięstwa w Pearl Harbor, sam Yamamoto był rozczarowany, że adm. Nagumo nie pozostawał w morzu wystarczająco długo, aby całkowicie zniszczyć amerykańską bazę i znaleźć oraz zatopić amerykańskie lotniskowce.

### Sytuacja Stanów Zjednoczonych
Po 7 grudnia sytuacja Stanów Zjednoczonych na obszarze Pacyfiku jeszcze bardziej pogarszała się. Amerykańska flota pancerników, która przez dekady była trzonem amerykańskiej potęgi morskiej, została sparaliżowana, co zniweczyło wszelkie nadzieje na obronę Filipin. Amerykanie nie byli też w stanie wysłać więcej niż symbolicznych sił do obrony Jawy i Sumatry. W rezultacie Stany Zjednoczone mogły tylko przyglądać się rozwojowi japońskiej ofensywy, prowadzonej z niewyobrażalną wcześniej prędkością i precyzją. Do kwietnia 1942 roku strategiczne pozycje aliantów na Pacyfiku obrócone zostały w pobojowisko – Jawa i Sumatra padły, cała amerykańska Flota Azjatycka przestała istnieć, a Japończycy znaleźli się w sytuacji, w której mogli bezpośrednio zagrozić Australii.

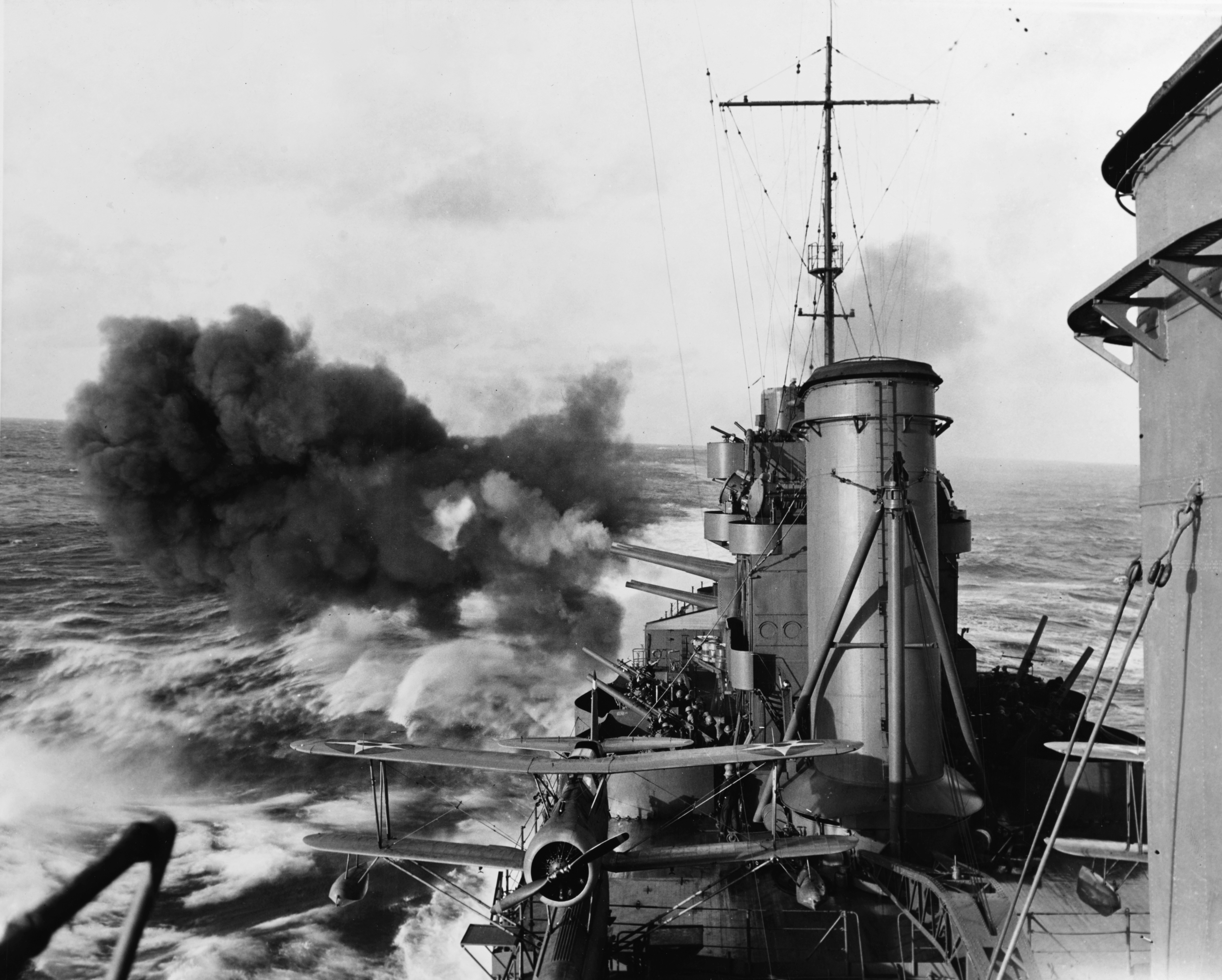
Krążownik USS „Salt Lake City” (CA-25) z TF8 admirała Williama Halseya, ostrzeliwujący wyspę Wotje podczas rajdu USS „Enterprise” (CV-6) na Wyspy Marshalla.

Filipiny były całkowicie izolowane, zaś walczące tam siły generała Douglasa MacArthura ostatecznie skapitulowały 9 kwietnia. Po upadku Birmy i Malajów, Brytyjczycy zaczęli odczuwać zagrożenie nawet dla Indii, zaś Royal Navy została unicestwiona do tego stopnia, że nie była w stanie opuścić Oceanu Indyjskiego nawet w bezpośredniej obronie Australii i Nowej Zelandii. Australia i Nowa Zelandia zaś, mimo wysokiej jakości ich sił zbrojnych, nie miały potencjału ekonomicznego i ludnościowego do samoobrony, nie mówiąc o prowadzeniu wojny z Japonią. Na dodatek doborowe oddziały australijskie zaangażowane były w tym czasie w Afryce Północnej u boku armii brytyjskiej.
Z amerykańskiego punktu widzenia, kluczowa była obrona Hawajów oraz Kanału Panamskiego. Zagrożenie dla tego ostatniego nie było z uwagi na odległość realne, ich ewentualna utrata mogła jednak oznaczać katastrofę dla Stanów Zjednoczonych. Prowadzenie wojny z Japonią oznaczało też konieczność obrony Australii, toteż USA zaczęły wzmacniać siły alianckie na tym kontynencie, co jednak wymagało zapewnienia bezpieczeństwa dostaw, w tym przede wszystkim przez utrzymanie w rękach alianckich wysp: Fidżi, Nowej Kaledonii i Samoa. Ich utrata na rzecz Japonii oznaczałaby bowiem praktycznie odcięcie Australii od zaopatrzenia ze Stanów Zjednoczonych.
Wojna na Pacyfiku wymagała więc dużego wysiłku, także gospodarczego – w sytuacji, gdy amerykańska gospodarka nie wyszła jeszcze wówczas w pełni z Wielkiego Kryzysu, którego skutki w postaci braków w zaopatrzeniu amerykańscy żołnierze odczuwali jeszcze nawet pod koniec 1942 roku, podczas walk na wyspach Salomona. Tymczasem oficjalnym priorytetem dla USA była Europa i obowiązująca doktryna „Germany First”, która zmuszała USA do kierowania większości sił i środków do działań na europejskim teatrze wojennym.
Po klęsce w Pearl Harbor, dowództwo amerykańskiej Floty Pacyfiku po zdymisjonowanym adm. Husbandzie Kimmelu objął admirał Chester Nimitz, który zamiast pozbyć się całego sztabu Kimmela, zachował większość jego członków, czym podbudował upadłe po 7 grudnia morale dowództwa. Będąc w United States Navy odpowiednikiem admirała Yamamoto, musiał reagować na działania dowódcy Połączonej Floty, nie mając jeszcze materialnej przewagi potrzebnej do wygrania wojny. W zakresie floty pancerników, Japonia dysponowała wówczas miażdżącą przewagą nad Flotą Pacyfiku, miała też więcej krążowników, więcej niszczycieli, i więcej okrętów podwodnych, zaś większość japońskiego sprzętu wojennego była nowocześniejsza od wyposażenia amerykańskiego. Na dodatek, wzmocnienie Floty Pacyfiku w marcu 1942 roku przez przejście na Ocean Spokojny „Horneta”, zostało zniweczone koniecznością wielomiesięcznego remontu „Saratogi” po jej storpedowaniu 11 stycznia przez japoński okręt podwodny I-6.

#### Amerykańskie rajdy pierwszej połowy roku
Konsekwencje niezniszczenia amerykańskich lotniskowców zostały dobitnie zademonstrowane przez amerykańskie rajdy na wyspy Marshalla i Gilberta, na atol Wake oraz na Salamaua i Lae. Nie mogąc frontalnie przeciwstawić się Połączonej Flocie, w pierwszej połowie 1942 roku Nimitz zaangażował swoje lotniskowce w serię rajdów na wysunięte japońskie posterunki na Oceanie Spokojnym, które choć przynosiły Japonii znikome straty materialne i wojskowe, stanowiły znakomity poligon dla niedoświadczonych amerykańskich pilotów i załóg okrętów, dając im doświadczenie i zahartowanie bojowe niezbędne w przyszłych bitwach. W japońskim dowództwie wzmagały zaś poczucie zagrożenia ze strony amerykańskich lotniskowców. Przeprowadzony 4 marca rajd na wyspę Marcus był kolejnym już atakiem lotnictwa pokładowego na japońskie wysunięte bazy w ciągu zaledwie dwóch miesięcy. Co więcej, atak na znajdującą się 600 mil od Japonii i 1000 mil od Tokio wyspę Marcus wzmógł japońskie obawy, że United States Navy zaatakuje samą stolicę imperium. Spowodował, że dowódca Połączonej Floty admirał Isoroku Yamamoto wznowił przygotowania do operacji zniszczenia amerykańskich lotniskowców przez zwabienie ich do walnej bitwy, czemu służyć miała operacja desantu na Midway. Rajdy te spowodowały, że Yamamoto był prześladowany przez myśl, że amerykańskie lotniskowce stanowią zagrożenie dla Japonii, w tym jej terytoriów macierzystych. Według zachowanych notatek szefa sztabu adm. Yamamoto, kadm. Matome Ugakiego, „obrona Tokio przed rajdami lotnictwa, była uważana przez admirała, za jego najważniejszą powinność”.
Sam Yamamoto ujawnił publicznie swoje obawy mówiąc, iż „nie można wykluczyć możliwości, że wróg ośmieli się zaatakować naszą ojczyznę, aby spalić naszą stolicę i inne miasta”, w czasie gdy japońskie lotniskowce znajdują się na Oceanie Indyjskim. Przeprowadzony na początku marca 1942 roku amerykański rajd na wyspę Marcus, zaledwie 1000 mil od Tokio, był drastycznym potwierdzeniem takiej ewentualności. Z tego powodu rozkazał utworzyć złożoną z małych jednostek linię dozoru w odległości 700 mil morskich od japońskich brzegów, stawiającą wyspy japońskie daleko poza zasięgiem amerykańskich bombowców pokładowych. Dlatego w momencie powrotu japońskich okrętów lotniczych z Oceanu Indyjskiego, Yamamoto skupiony był na zniszczeniu amerykańskich lotniskowców, nie zaś na ataku na Australię, Nową Gwineę, czy Aleuty.

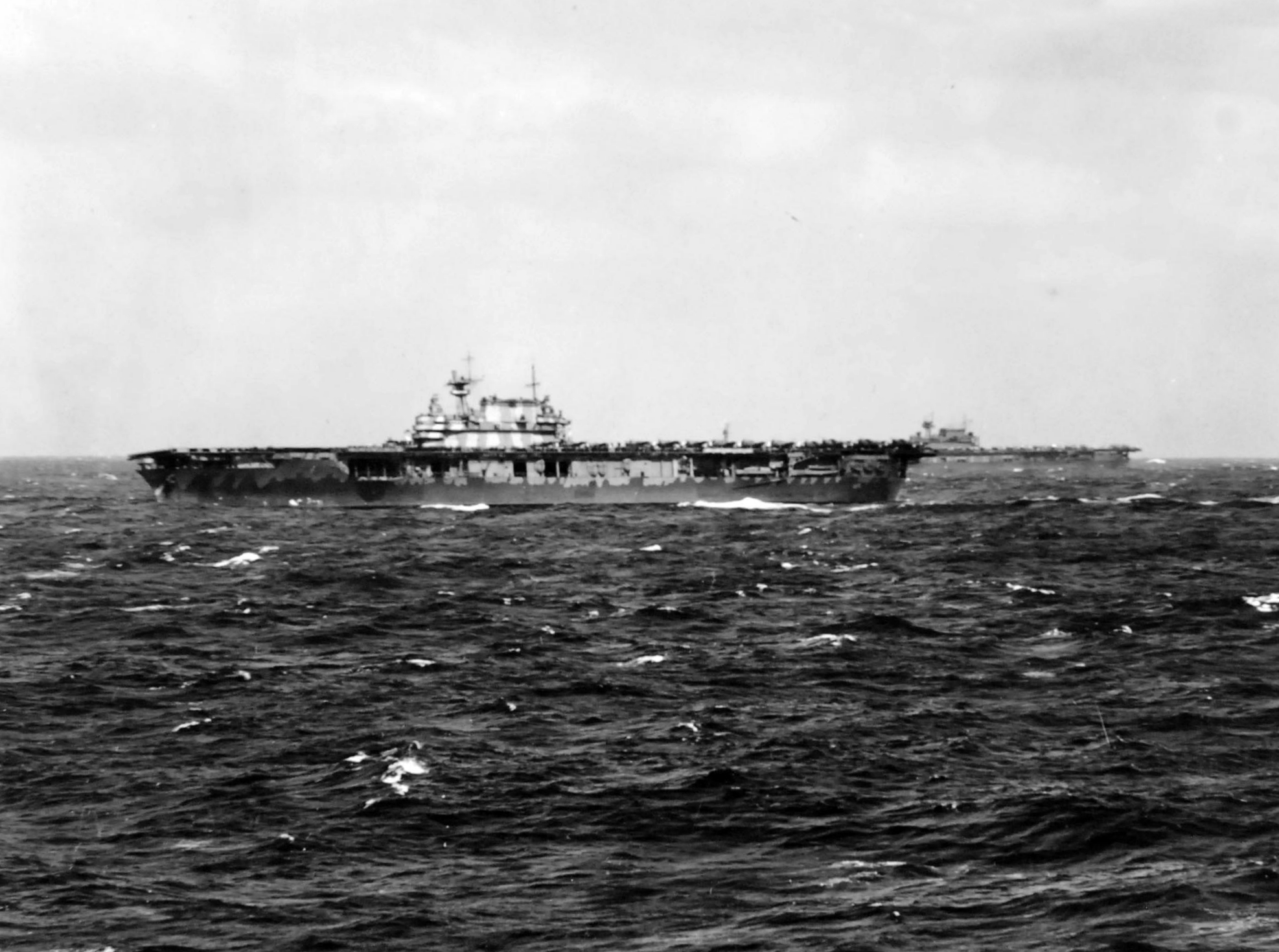
USS „Hornet” (na pierwszym planie) i „Enterprise” (w głębi) w trakcie rajdu Doolittle’a.

Punktem kulminacyjnym amerykańskiej strategii w tym czasie był, przeprowadzony pod naciskiem prezydenta Roosevelta, bezpośredni atak na wyspy japońskie. 18 kwietnia 1942 roku 16 amerykańskich dwusilnikowych bombowców North American B-25 Mitchell zbombardowało Tokio, Nagoję, Kobe i Osakę. Należące nie do floty, lecz do United States Army samoloty płk. Jimmyego Doolittle'a, wystartowały z pokładu eskortowanego przez USS „Enterprise” (CV-6) lotniskowca USS „Hornet” (CV-8), który tak samo jak japońskie lotniskowce kilka miesięcy wcześniej, niepostrzeżenie przeniknął bezmiar wód północnego Pacyfiku. Szkody materialne wyrządzone przez amerykańskie bombardowanie były niezauważalne, sam nalot miał jednak duży wpływ na morale amerykańskiego społeczeństwa, zaś reperkusje w Japonii miał wręcz gigantyczne. O ile bowiem przed rajdem na Tokio w japońskich dowództwach marynarki i armii istniały zastrzeżenia co do planu ataku na Midway admirała Yamamoto, amerykański nalot natychmiast je usunął.
Jeszcze zanim admirał Nagumo zdążył powrócić do Japonii po ataku na Pearl Harbor, Yamamoto rozkazał kadm. Ugakiemu opracowanie szkicu planu inwazji na Hawaje, jako sposobu na zwabienie amerykańskich lotniskowców do bitwy i zniszczenie ich. Z powodu całkowitego braku realizmu takiego planu – Japonia nie posiadała bowiem żadnych możliwości przeprowadzenia desantu na niezbędną do tego celu skalę – zarówno sztab generalny marynarki jak i dowództwo Armii stwierdziły, że taka operacja jest wykluczona. Według japońskich szacunków, zajęcie Hawajów wymagałoby przynajmniej 45 000 żołnierzy, trzy razy więcej niż kiedykolwiek przerzucili w jakiejś operacji desantu morskiego, które tym razem musieliby przerzucić na odległość 6500 kilometrów. Na taką odległość nie byliby również w stanie zaopatrywać tych wojsk.
Zamiarem Yamamoto był atak na cel wystarczająco ważny dla USA, aby celem jego obrony zmusić Stany Zjednoczone do zaangażowania większości lub nawet wszystkich lotniskowców. Głównodowodzący amerykańskiej floty adm. Ernest King był bardzo zaniepokojony możliwością japońskiej inwazji na Fidżi i Samoa, co mogłoby odciąć amerykańskie dostawy do Australii, adm. Yamamoto nie uważał jednak tego celu za wystarczająco ważny, aby mógł sprowokować Amerykanów do reakcji. Sądził natomiast że ewentualne zajęcie Hawajów mogłoby zmusić Stany Zjednoczone do podjęcia negocjacji. Przy zdecydowanym jednak braku zgody sztabu generalnego na operację na Hawajach, zdecydował się na mniejszy cel, złożony z dwóch niewielkich wysp atol Midway. Zdaniem admirała Yamamoto, Midway było wystarczająco ważnym celem, aby atak na atol spowodował wysłanie amerykańskich lotniskowców z Oʻahu z zamiarem przeciwdziałania inwazji, co umożliwiłoby uderzenie na nie przez Kidō-butai i zatopienie ich.

## Atol Midway

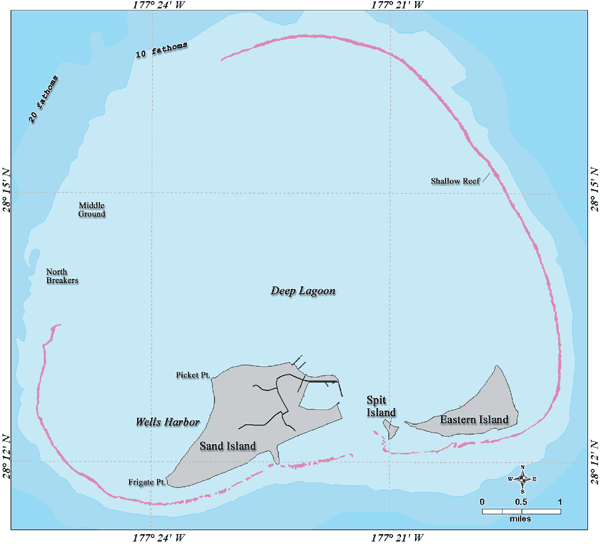
Mapa batymetryczna atolu Midway

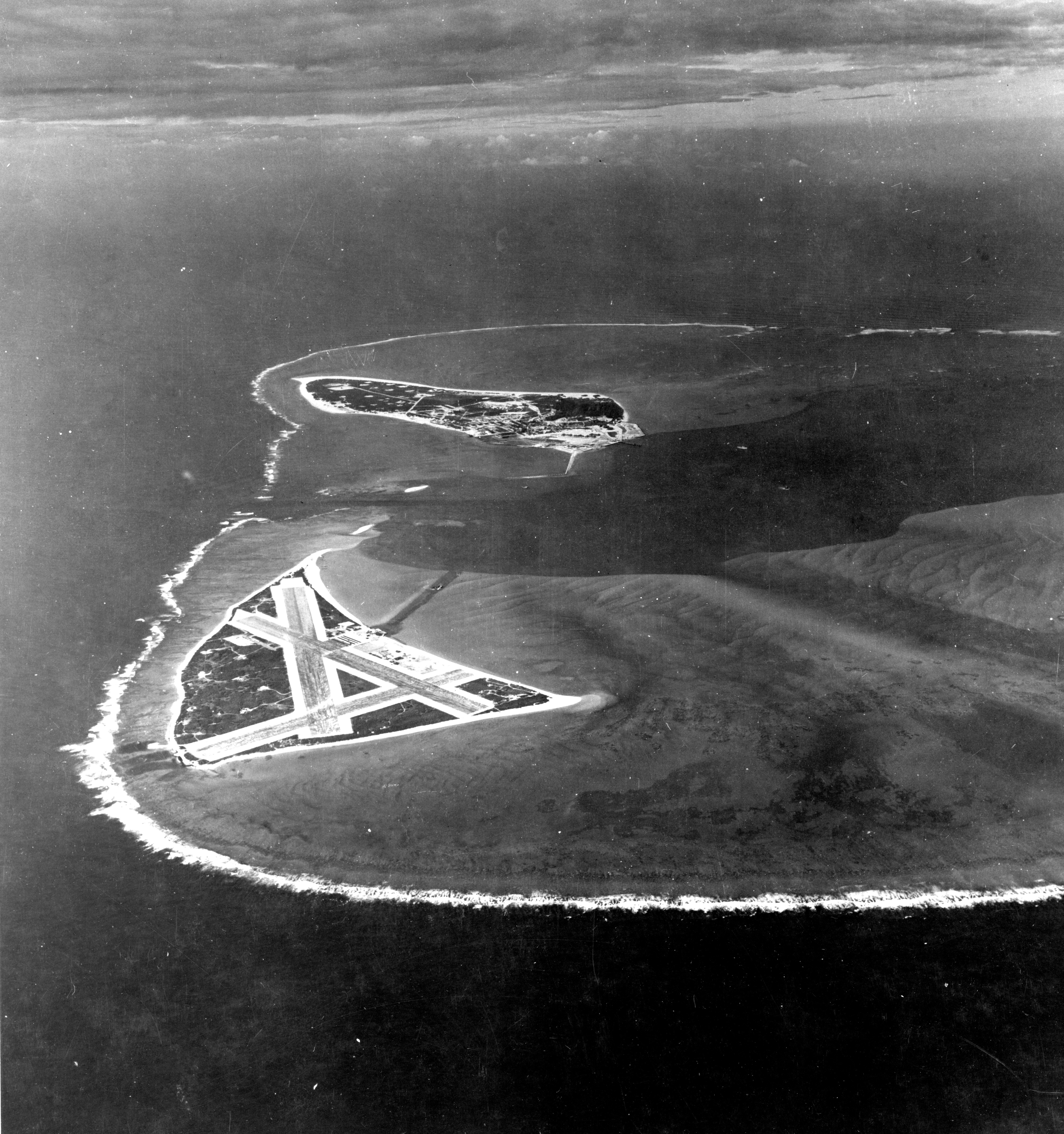
Atol Midway 24 listopada 1941. Na pierwszym planie Eastern Island z niedawno wybudowanym lotniskiem. W głębi Sand Island gdzie znajdowała się większość infrastruktury atolu.

Izolowany atol Midway znajdował się 1135 mil morskich na północny zachód od Pearl Harbor i 1185 mil morskich od wyspy Wake. Jak w przypadku każdego atolu na Pacyfiku okrągłokształtna rafa koralowa otacza małą lagunę. Na południowym brzegu laguny znajdują się dwie niewielkie piaszczyste wyspy – większa z nich o nazwie Sand Island ma nieco ponad 3 km długości, druga zaś – o nazwie Eastern Island – jest jeszcze mniejsza. Przez wieki jedynymi mieszkańcami atolu były albatrosy ciemnolice. Z uwagi na swe oddalenie od innych miejsc, oficjalnie atol został odkryty dopiero w 1859 roku, choć z całą pewnością też wcześniej zatrzymywali się tam wielorybnicy. Na początku XX wieku prezydent Theodore Roosevelt przekazał atol pod administrację departamentu marynarki, który utworzył tam stację telegraficzną łączącą go z Hawajami. W 1940 roku, w miarę narastania zagrożenia wojennego na Pacyfiku, marynarka ukończyła tam budowę kanału żeglugowego dającego swobodny dostęp do wnętrza laguny, co uczyniło z atolu wygodne chronione kotwicowisko dla wodnosamolotów i okrętów podwodnych. Rok później, cztery miesiące przed japońskim atakiem na Pearl Harbor, marynarka ukończyła budowę lotniska na Eastern Island, które uczyniło z atolu niezatapialny – choć nieruchomy – lotniskowiec. Izolacja atolu czyniła z Midway istotny punkt linii obrony Hawajów. Startując z chronionej laguny, wodnosamoloty Consolidated PBY Catalina mogły patrolować obszar o promieniu 1000 mil, amerykańska flota podwodna stąd właśnie mogła rozpoczynać patrole u brzegów Japonii, zaś z lotniska na Eastern Island amerykańskie bombowce i samoloty myśliwskie strzec mogły północnych podejść do Hawajów. Nic więc dziwnego, że w wewnętrznej komunikacji zarówno Nimitz jak i King podkreślali wagę „linii obrony Midway–Hawaje”.
Z drugiej strony, Midway znajdowało się wystarczająco blisko Hawajów, aby po zajęciu przez Japończyków stanowić istotne i stałe zagrożenie dla archipelagu, wystarczająco zaś daleko, aby znajdować się poza zasięgiem startujących z Oʻahu amerykańskich bombowców. Admirał Yamamoto założył więc, że waga Midway dla obrony archipelagu spowoduje reakcję dowództwa przeciwnika w razie japońskiego ataku na atol, które wyśle do jego obrony amerykańskie lotniskowce. Zdobycie atolu Midway nie było celem samym w sobie, atak na atol służyć miał jedynie do zastawienia pułapki na amerykańskie lotniskowce.

## Japoński plan operacyjny
W lutym 1942 roku Yamamoto rozkazał swojemu sztabowi opracowanie operacyjnego planu inwazji oraz okupacji Midway. Według ogólnego planu, podobnie jak w grudniu ubiegłego roku, Kidō-Butai podejść miała do atolu od północy i wykonać atak powietrzny na lotnisko, celem zniszczenia amerykańskich sił lotniczych na nim. Jednocześnie silna, lecz nie zanadto silna, grupa nawodna podejść miała do Midway od zachodu, celem zwrócenia na siebie uwagi Amerykanów, którzy – jak założył Yamamoto – wyślą lotniskowce w reakcji na bombardowanie atolu lub na pojawienie się w pobliżu umiarkowanie dużej grupy nawodnej. W drodze na Midway, okręty amerykańskie miały zostać zaatakowane przez rozstawione zawczasu japońskie okręty podwodne, które zadać im miały możliwie duże straty. W następnym kroku Kidō-Butai miała popłynąć na południe i przechwycić amerykańskie lotniskowce. Sześć dużych lotniskowców floty nie powinno mieć problemu ze zniszczeniem dwóch lub trzech lotniskowców amerykańskich, na wszelki wypadek jednak, w odległości 600 mil morskich na północ – między Kidō-Butai a zespołem nawodnym – płynąć miał silny zespół kilku ciężkich pancerników, z samym Yamamoto na pokładzie pancernika „Yamato”, który zniszczyć miał ocalałe po wcześniejszych atakach amerykańskie jednostki.

### Siły japońskie

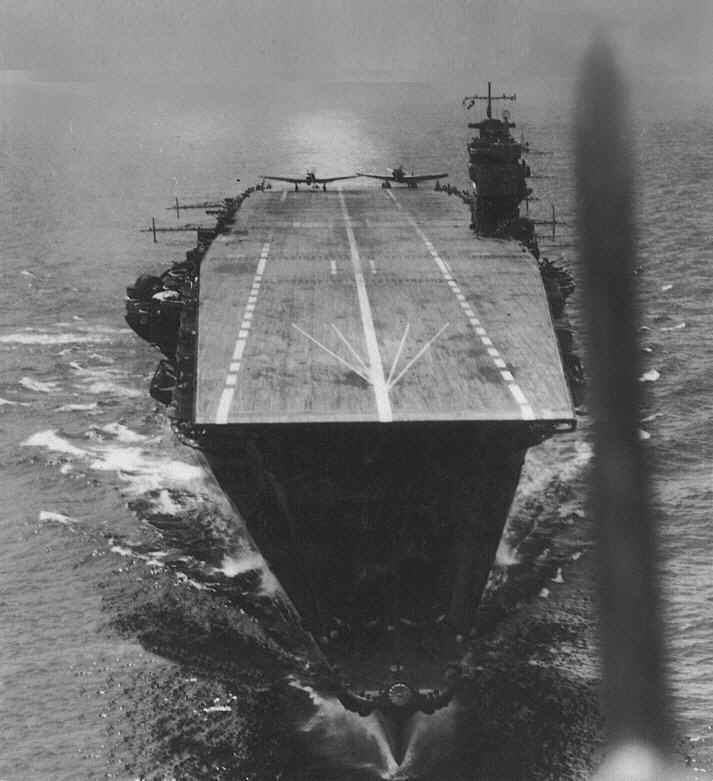
Lotniskowiec flagowy „Akagi”

Flota admirała Yamamoto składała się z 1 Zespołu Uderzeniowego Lotniskowców dowodzonego przez wiceadmirała Chūichi Nagumo, zespołu ubezpieczającego (sił głównych) pod dowództwem samego adm. Yamamoto, oraz mającego zająć Midway zespołu inwazyjnego wiceadm. Kondō. Osobne ugrupowanie stanowił Zespół operacji AL, mający zająć wyspy Attu, Adak i Kiska w archipelagu Aleutów. W jego skład wchodziły m.in. dwa lotniskowce 2 Zespołu Uderzeniowego Lotniskowców („Ryūjō” i „Jun'yō”).

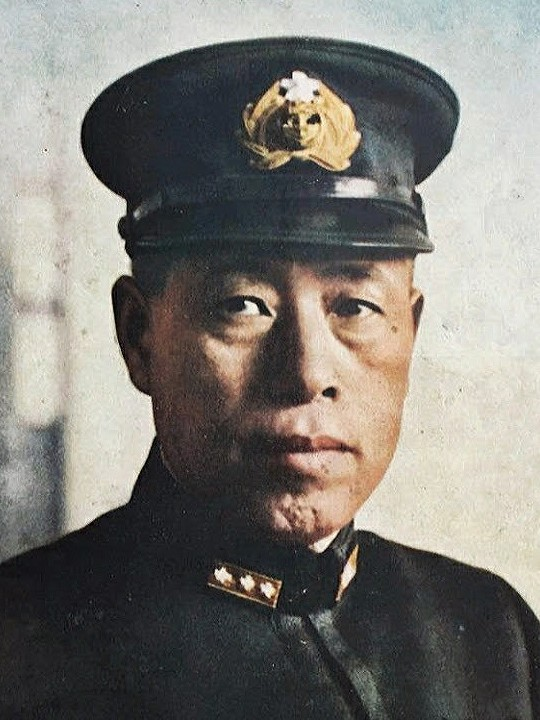
Adm. Isoroku Yamamoto był postacią kontrowersyjną. Zarówno w kraju jak i za granicą otoczony nimbem znakomitego dowódcy, w samej marynarce jego postać nie jawiła się jednak jako krystalicznie czysta. Charyzmatyczny, zdolny i inteligentny, wykorzystywał swoje zdolności do rozwoju swojej kariery, lubował się w przynależnym swojej randze komforcie, był też postacią dwuznaczną jako mąż i ojciec, której pasjami były hazard i spędzanie czasu z gejszami.

Trzonem 1 Zespołu Uderzeniowego były 4 lotniskowce: tworzące 1. Dywizjon Lotniskowców „Akagi” i „Kaga”, 2. Dywizjon Lotniskowców „Hiryū” i „Sōryū”, a ponadto 2 szybkie pancerniki „Haruna” i „Kirishima”, 2 ciężkie krążowniki „Tone” i „Chikuma” oraz 12 niszczycieli i 5 zbiornikowców zaopatrzeniowych. W skład Kido Butai nie wszedł natomiast przewidziany do tej operacji 5. Dywizjon Lotniskowców w składzie „Shōkaku” i „Zuikaku”. Ten pierwszy bowiem został zbyt ciężko uszkodzony w bitwie na Morzu Koralowym aby mógł być naprawiony na czas, zupełnie nieuszkodzony natomiast „Zuikaku” stracił wówczas niemal połowę swojej grupy lotniczej, która wobec sztywności japońskich reguł, nie mogła być uzupełniona samolotami i ludźmi z innych okrętów. W przeciwieństwie bowiem do US Navy, w marynarce japońskiej eskadry lotnicze były na stałe przypisane do swoich okrętów – stanowiły ich immanentną część – i zgodnie z japońskimi procedurami nie mogły być przenoszone z jednej jednostki na drugą. Ostatecznie jednak, brak okrętów 5. Dywizjonu, zaważył na końcowym rezultacie bitwy, z jej przebiegu bowiem wynika, że niezależnie od dużej dozy towarzyszącego Amerykanom w tej bitwie szczęścia, ich zwycięstwo byłoby trudno wyobrażalne przy udziale w bitwie dwóch dodatkowych dużych lotniskowców.
W skład zespołu ubezpieczającego wchodziło 7 pancerników (w tym flagowy „Yamato”), 1 lekki lotniskowiec („Hōshō”), 2 transportowce wodnosamolotów, 2 lekkie krążowniki i 12 niszczycieli, z czego 4 pancerniki i 2 krążowniki zostały wydzielone do osłony operacji na Aleutach. Następnie zarówno one, jak i lotniskowce 2 Zespołu Uderzeniowego miały uczestniczyć w spodziewanej decydującej bitwie z interweniującą pod Midway Flotą Pacyfiku.
Zespół inwazyjny podzielony był na zespoły: osłony, wsparcia ogniowego, desantowy i pomocniczy. W jego skład oprócz okrętów transportowych wchodziły 2 szybkie pancerniki, 8 krążowników ciężkich i niszczyciele. Lotniskowce Kido Butai miały na swych pokładach 227 maszyn (plus dalszych 21 samolotów transportowanych dla przyszłych sił stacjonujących na zdobytym atolu).
|        | Myśliwce | Bombowce nurkujące            | Bombowce torpedowe | Ogółem                                              |
| ------ | -------- | ----------------------------- | ------------------ | --------------------------------------------------- |
| Akagi  | 18       | 18                            | 18                 | 54                                                  |
| Kaga   | 18       | 18 + 2 zapasu                 | 27                 | 63 + 2 zapasu                                       |
| Sōryū  | 18       | 16 + 2 rekonesansu            | 18                 | 50 + 2 rekonesansu                                  |
| Hiryū  | 18       | 18                            | 18                 | 54                                                  |
| Ogółem | 72       | 70 + 2 zapasu + 2 rekonesansu | 81                 | 223 + 2 zapasu + 2 rekonesansu, razem 227 samolotów |

Na przewidywanych kursach podejścia płynącej z Pearl Harbor ku Midway i Aleutom Floty Pacyfiku rozlokowano 14 okrętów podwodnych. 1 okręt podwodny (I-168) operował w rejonie Midway.
Na japońskich transportowcach znajdowały się dwa lekkie pułki z 2500 żołnierzami japońskiej piechoty morskiej oraz armii, wyposażone w karabiny, lekkie moździerze i karabiny maszynowe.

## HYPO

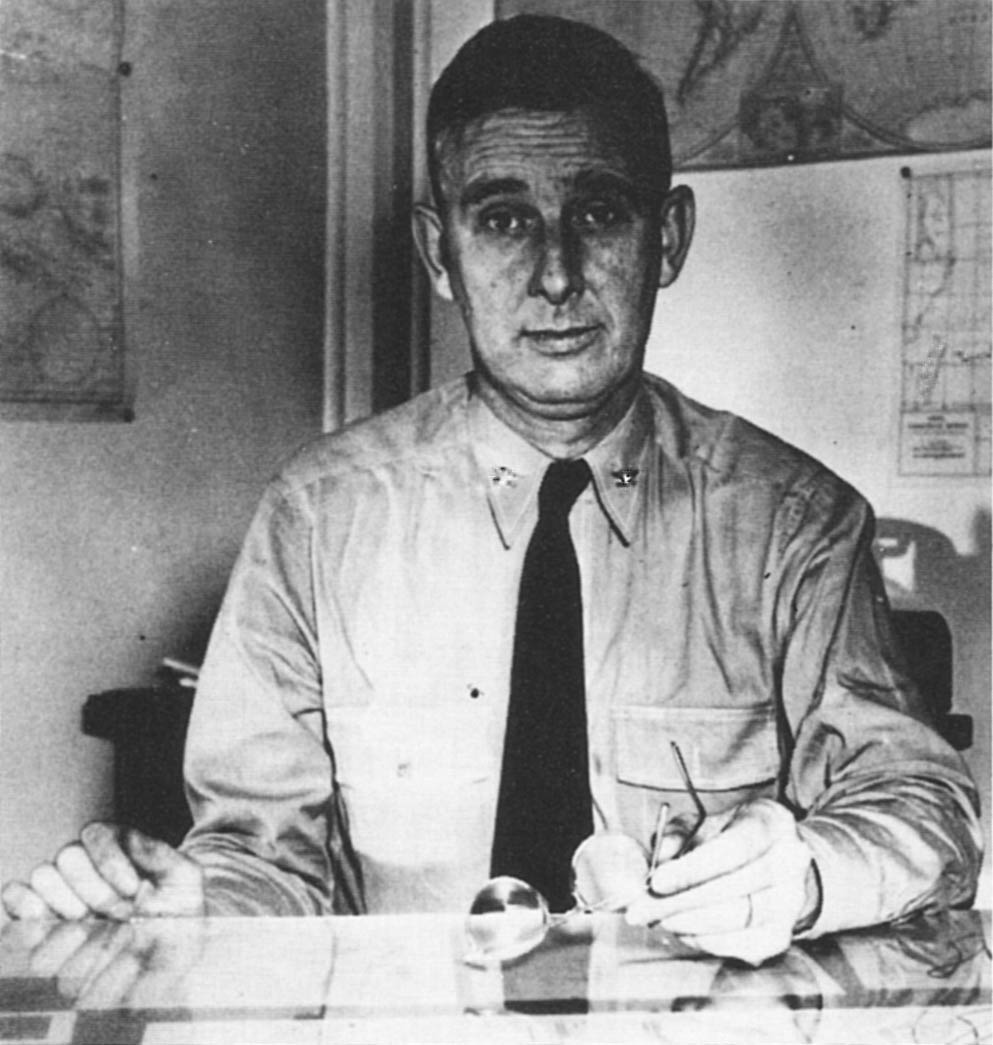
Lt. Cmdr. Joseph Rochefort, szef Stacji Hypo na Hawajach

W połowie lat 30. amerykańska marynarka zaczęła wysyłać oficerów do ambasady USA w Tokio, których jedynym zadaniem była intensywna nauka języka japońskiego. Część z przygotowanych w ten sposób osób została włączona w utworzoną w 1940 roku komórkę wywiadu elektronicznego HYPO z siedzibą na Hawajach. Kierowana przez Josepha Rocheforta HYPO, rozszyfrowując częściowo przychwytywaną na bieżąco japońską komunikację radiową, zdołała z dużą dokładnością ustalić cel ataku oznaczony w japońskich planach jako „AF”, datę i godzinę, a także pozycje i dokładny skład wszystkich trzech japońskich ugrupowań morskich. Dzięki Rochefortowi, admirał Chester Nimitz dysponował wiedzą dotyczącą miejsca i czasów wyjścia japońskich zespołów z własnych baz, planowanych miejsc japońskich uderzeń, znał także japońskie plany rekonesansu lotniczego Hawajów z wykorzystaniem łodzi latających mających tankować po drodze z okrętów podwodnych, znał również miejsce i czas spotkania japońskich zespołów morskich po spodziewanym przez adm. Yamamoto sukcesie operacji MI.

### Gambit Nimitza

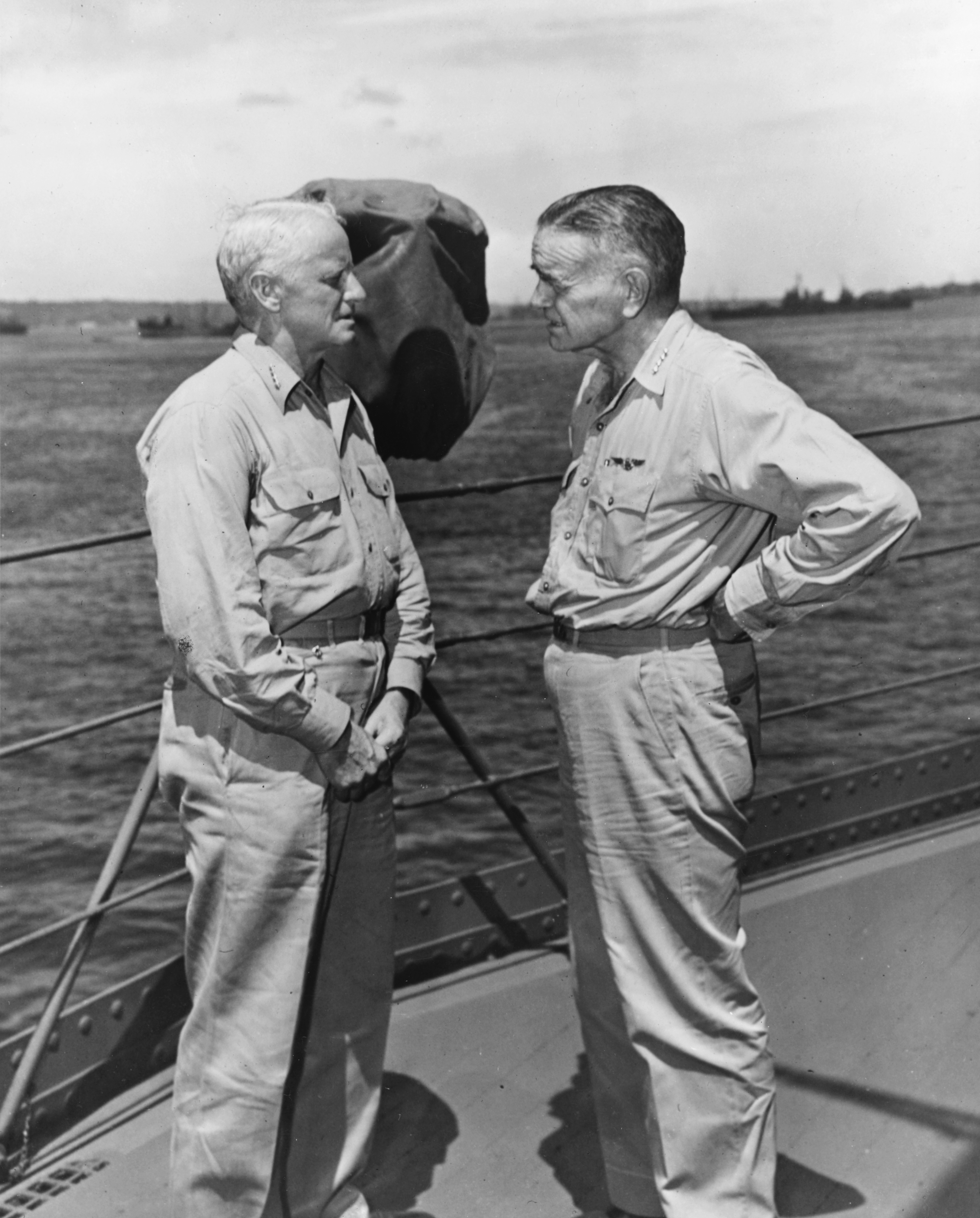
Nimitz z Halseyem w styczniu 1943 roku. Admirałowie wzajemnie cenili się z powodu podobnych charakterów i podobnego spojrzenia na potrzebę agresywnego prowadzenia działań wojennych przeciw Japonii.

Mimo początkowej opozycji biura rozpoznania elektronicznego OP-20-G w Waszyngtonie, Rochefort wraz – z szefem wywiadu w sztabie dowódcy Floty Pacyfiku – Edwinem Laytonem, zdołali przekonać adm. Nimitza, że celem zbliżającego się japońskiego ataku ma być Midway, nie zaś kolejne wyspy na północnym wybrzeżu Australii, Nowa Kaledonia i Fidżi. Po powrocie z ataku na Japonię, dowodzony przez admirała Halseya zespół Task Force 16 z „Enterprise” i „Hornetem” na czele, zostały wysłane na morza południowe celem przeciwdziałania japońskiej inwazji na wyspy na wschód od Wysp Salomona, tam bowiem wskazywała cel następnego japońskiego ataku OP-20-G z Waszyngtonu. Dla TF16 było zbyt późno, aby zdążyć wziąć udział w bitwie na Morzu Koralowym, adm. King chciał jednak zatrzymać postępy japońskie na morzach południowych, aby zapobiec odcięciu Australii od dostaw z USA. W tym czasie Nimitz uwierzył już jednak Rochefortowi i Laytonowi, iż następnym celem ataku będzie Midway, nie wiedział jeszcze jednak, kiedy nastąpi japoński atak na środkowym Pacyfiku. Nie mógł jednak wprost złamać rozkazów pochodzących bezpośrednio od adm. Kinga, najwyższego wojskowego dowódcy United States Navy. Toteż 16 maja wysłał do admirała Halseya tajną wiadomość z zakodowaną jako „eyes-only” (do rąk własnych dowódcy jedynie), w której polecił Halseyowi celowe ujawnienie swojego zespołu japońskiemu rozpoznaniu lotniczemu. Wiadomość od CINCPAC miała dwa cele – pokazanie japońskiemu dowództwu, iż mimo utraty „Lexingtona” US Navy gotowa jest nadal bronić dostępu do Australii, obecność amerykańskich lotniskowców miała więc pełnić w tym przypadku rolę odstraszającą, po drugie zaś, wykrycie lotniskowców przez japońskie rozpoznanie uzasadnić miało w oczach Waszyngtonu wycofanie ich z Pacyfiku południowo-wschodniego i powrót na Hawaje, gdzie mogły przygotować się do bitwy na Pacyfiku Środkowym.
Doskonale rozumiejący się z Nimitzem Halsey, skierował wobec tego swoje okręty na zachód, celem wejścia w zasięg rozpoznania lotniczego prowadzonego przez startujące z Tulagi wodnosamoloty Kawanishi H8K „Emily”. Wykrycie przez japońskie samoloty rozpoznania dalekiego zasięgu rzeczywiście nastąpiło, skutkiem czego admirał Shigeyoshi Inoue wykluczył wszelkie próby kolejnych ataków na Port Moresby przed lipcem tego roku. Natychmiast jednak po wykryciu przez „Emily”, adm. Halsey skierował swoje lotniskowce na północ i rozpoczął wycofanie swoich jednostek z maksymalną prędkością na Hawaje.
Celem potwierdzenia stanowiska HYPO, iż oznaczony kryptonimem „AF” cel japońskiego ataku oznacza Midway, na polecenie HYPO 19 maja dowództwo wojsk na tym atolu wysłało „przypadkowo” niezakodowaną fałszywą wiadomość na Hawaje o awarii instalacji oczyszczania wody na wyspie. Przechwycona następnego dnia zarówno przez HYPO, jak i przez OP-20-G seria japońskich wiadomości o braku wody na „AF” ostatecznie potwierdziła stanowisko Rocheforta i Leytona.

## Plany amerykańskie
Częściowa znajomość japońskiego planu ataku, pozwoliła Nimitzowi na opracowanie amerykańskiego planu zasadzającego się na zastawieniu pułapki na japońskie siły. Sztab admirała Nimitza dokonał wcześniejszej analizy słabych i silnych stron Japończyków. Flota adm. Yamamoto miała według wiedzy na Hawajach mieć więcej lotniskowców i wsparcie artyleryjskie dwóch pancerników, dysponować też lepszymi samolotami myśliwskimi oraz samolotami uderzeniowymi o większym zasięgu. Z drugiej strony, operować miała w ogromnej odległości od własnych baz, w związku z czym nawet średniej wagi uszkodzenia japońskich lotniskowców mogły mieć fatalne dla nich skutki. Zaletą zaś sytuacji strony amerykańskiej miała być znajomość japońskich planów, przy czym niewiadomą pozostawało wciąż czy w nadchodzącym starciu będzie mógł wziąć udział uszkodzony „Yorktown”, nie oczywistą była także sprawność amerykańskich bombowców Armii na Midway. Admirał Nimitz uznał więc, że nie może pozwolić sobie na otwarte starcie z siłami Yamamoto, i zgodnie z sugestią admirała Ernesta Kinga przyjął plan operacyjny oparty na działaniach na wyniszczenie, którymi siły japońskie miały być stopniowo ścierane. Wszystkie natomiast amerykańskie działania oparte miały być na „zasadzie kalkulowanego ryzyka”.

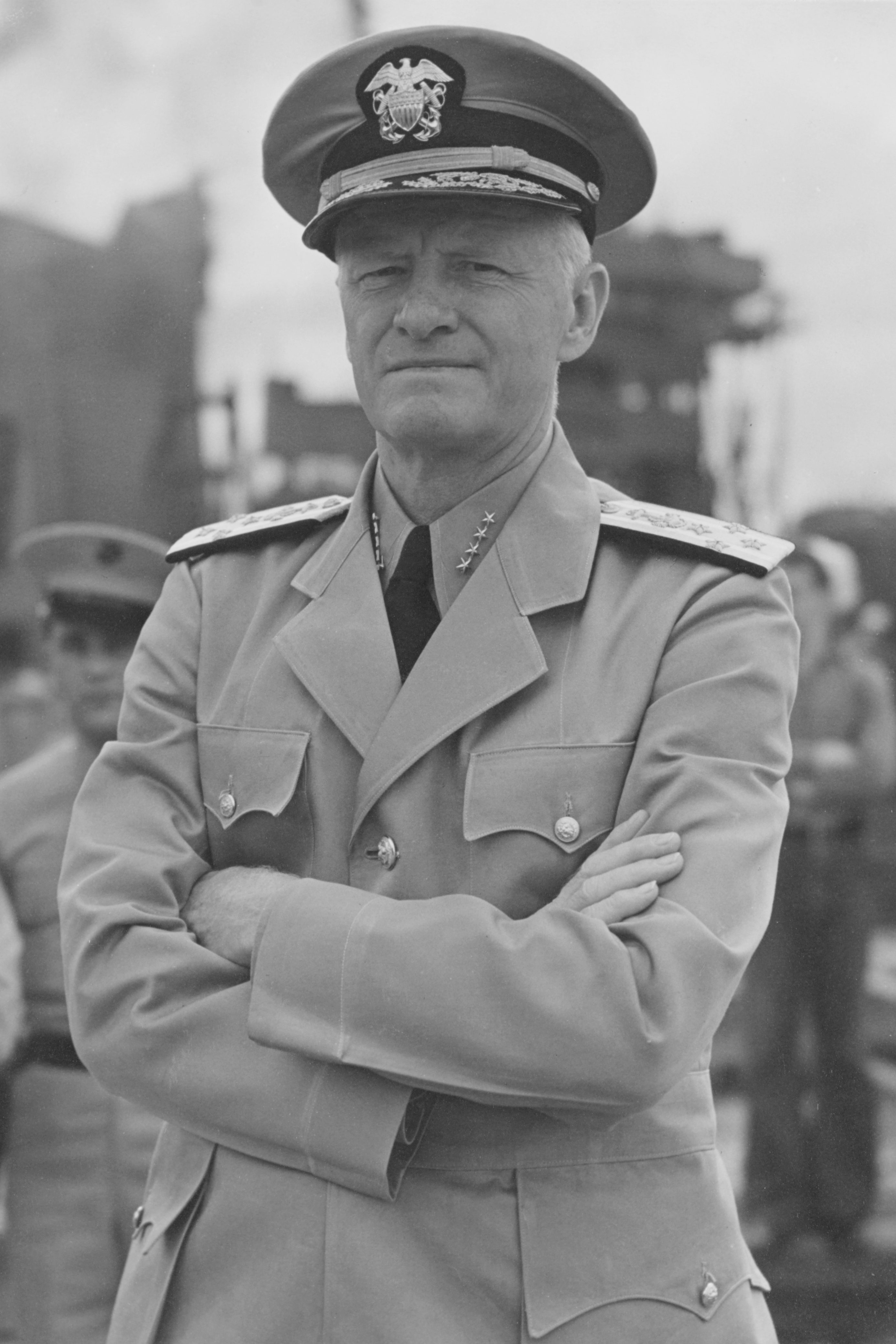
Adm. Chester Nimitz. Dowódca Floty Pacyfiku w czasie wojny na Pacyfiku. Cieszył się umiejętnością należytej oceny sytuacji, trafnej oceny szans i prawdopodobnych rezultatów decyzji, a także umiejętnością delegowania władzy i odpornością na stres. W czasie służby na tym stanowisku, komplementowane były jego analityczna natura, śmiałość i agresywny duch.

Ostateczny amerykański plan bitwy opisany został rozkazem adm. Nimitza OpOrder 29-42, opierał się na zastawieniu zasadzki na lotniskowce Kidō-butai, przez ustawienie morskiego zespołu uderzeniowego na pozycji określonej na dobry omen jako „Point Luck” (szczęśliwy punkt) o koordynatach 32°N 173°W/32,000000 -173,000000, około 300 mil morskich na północny wschód od spodziewanej japońskiej pozycji o świcie 4 czerwca. Siły trzech grup lotniczych lotniskowców „Yorktown” (jako okręt flagowy adm. Fletchera), „Enterprise” i „Hornet”, uderzyć miały z flanki na japońskie okręty lotnicze, po wysłaniu przez nie samolotów celem uderzenia na umocniony zawczasu atol Midway. Jednocześnie japoński zespół lotniskowców, miał zostać zaatakowany bezpośrednio z Midway, przez skierowane tam w tym celu bombowce i samoloty torpedowe armii, marynarki i piechoty morskiej.

### Organizacja sił amerykańskich
Admirał Nimitz podzielił swoje siły na dwa ugrupowania. Pierwsze z nich stacjonować miało na samym atolu Midway, gdzie przerzucono z Hawajów 17 ciężkich bombowców Boeing B-17, 4 samoloty bombowo-torpedowe Martin B-26 Marauder, 6 najnowszych samolotów bombowo-torpedowych Grumman TBF Avenger (które po raz pierwszy dotarły z kontynentu na Hawaje i postanowiono nie dostarczać ich na lotniskowce), 21 myśliwców Brewster F2A Buffalo, 7 myśliwców Grumman F4F Wildcat, 19 bombowców nurkujących Douglas SBD Dauntless, 21 bombowców nurkujących Vought SB2U Vindicator oraz 31 rozpoznawczych łodzi latających Consolidated PBY Catalina (razem 126 maszyn). Same wyspy atolu do 1 czerwca 1942 roku zostały częściowo ufortyfikowane. Poza umocnieniami polowymi zbudowano kilka schronów betonowych, istniały przeszkody przeciwdesantowe, detonowane elektrycznie pola minowe i zasieki z drutu kolczastego, wyczyszczono też pole ostrzału na prawdopodobnych plażach japońskiego lądowania. Garnizon Midway stanowiony przez Sixth Defense Battalion uzupełniony został dwoma kompaniami elitarnego oddziału Marine Raiders oraz plutonem ukrytych między drzewami sosnowego zagajnika czołgów lekkich M3 Stuart. Artyleria na Midway liczyła kilkadziesiąt dział (4 – 178 mm, 6 – 127 mm, 24 – 76 mm, ponadto wiele działek przeciwlotniczych 37 i 20 mm). Obrońcy dysponowali dużą ilością broni maszynowej (sam tylko 6 Batalion Obrony Wybrzeża miał 48 karabinów maszynowych 12,7 mm oraz 36 – 7,62 mm). Na Midway bazowało m.in. 8 kutrów torpedowych (a 2 dalsze jednostki tej klasy na pobliskim atolu Kure). Ogółem na atolu Midway stacjonowało – w zależności od źródła – od 3000 do 4500 żołnierzy.

#### Siły morskie
Trzonem sił mających zaskoczyć siły japońskie miały być trzy lotniskowce zorganizowane w dwie grupy uderzeniowe. Okrętem flagowym całego ugrupowania był USS „Yorktown” (CV-5) z admirałem Frankiem Fletcherem na pokładzie, który sprawował taktyczne dowództwo zarówno nad skupionym wokół „Yorktowna” zespołem Task Force 17 (TF17), jak i nad dowodzonym przez kontradmirała Raymonda A. Spruance’a zespołem Task Force 16 (TF16). Zespół Spruance’a tworzyły lotniskowce USS „Enterprise” (CV-6) i USS „Hornet” (CV-8) w eskorcie 5 ciężkich krążowników: USS „New Orleans”, „Minneapolis”, „Vincennes”, „Pensacola” i „Northampton”, krążownika przeciwlotniczego „Atlanta” oraz niszczycieli „Phelps”, „Worden”, „Monaghan”, „Aylwin”, „Balch”, „Conyngham”, „Benham”, „Ellet” i „Maury” oraz 4 tankowców „Cimarron”, „Platte” w eskorcie niszczycieli „Dewey” i „Monssen”.

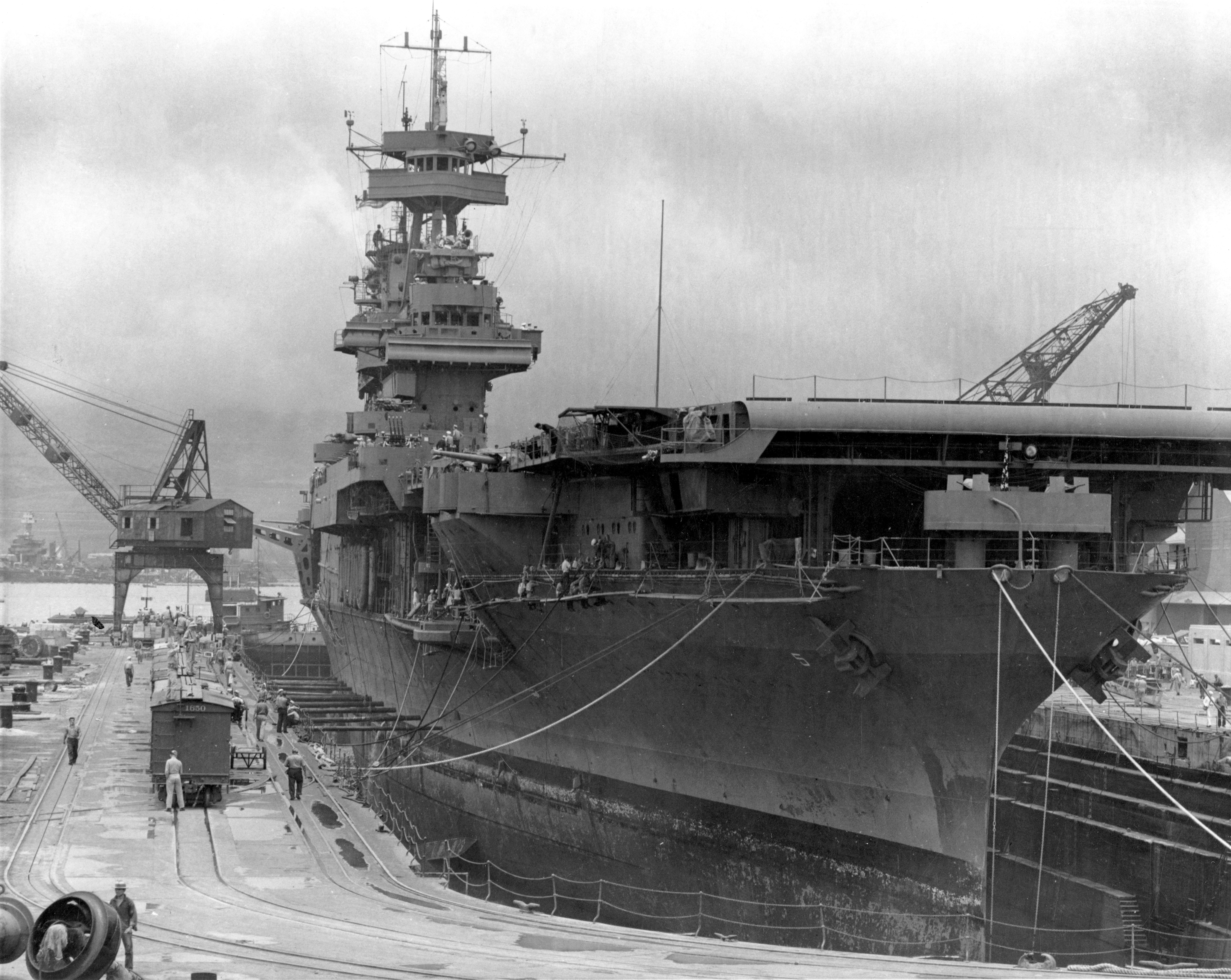
„Yorktown” w Pearl Harbor podczas napraw parę dni przed bitwą

Po prowizorycznych naprawach uszkodzeń poniesionych w bitwie na Morzu Koralowym „Yorktown” otrzymał eskortę w postaci 2 ciężkich krążowników USS „Astoria” i „Portland”, 6 niszczycieli „Hammann”, „Hughes”, „Morris”, „Anderson”, „Russell” i „Gwin”. Od północnego zachodu, zachodu i południowego zachodu Midway osłaniał wachlarz 9 okrętów podwodnych. 2 okręty podwodne pozostawały w rezerwie na północ i południe od atolu, jeszcze 1 został wysunięty daleko na zachód. 7 okrętów podwodnych patrolowało na północ i zachód od głównych wysp Hawajów, jeszcze 7 znajdowało się kilkaset mil od Midway powracając z patroli.
Najważniejszy rozkaz Nimitza dla Fletchera zawierał się w słowach: W wykonaniu powierzonego zadania... należy kierować się zasadą kalkulowanego ryzyka, co należy interpretować jako konieczność unikania wystawienia się na atak przeważających sił przeciwnika w wypadku braku dobrych perspektyw na spowodowanie większych strat po stronie wroga. Nimitz nie chciał bowiem bronić Midway za wszelką cenę. Oczekiwał od swoich admirałów agresywnych ataków, jednak w sposób rozważny, poszukiwania możliwości zadania maksymalnie wielkich strat minimalnym kosztem własnym. W żadnym natomiast wypadku, amerykańskie lotniskowce nie mogły być wystawiane na niepotrzebne ryzyko W razie pogorszenia sytuacji operacyjnej do stopnia uniemożliwiającego obronę, amerykańskie lotniskowce miały wycofać się i pozwolić Japończykom na zajęcie atolu. Nimitz zdawał sobie bowiem sprawę, że z uwagi względy logistyczne, będzie w przyszłości w znacznie lepszej sytuacji do odbicia wysp, niż Japończycy do ich obrony. Zachowanie lotniskowców bowiem, było znacznie ważniejsze niż ocalenie garnizonu Marines na atolu.
Mimo pewnej krytyki ze strony admirała Kinga za sposób prowadzenia walki na Morzu Koralowym, dowództwo nad całym zespołem otrzymał wadm Fletcher. Uważany za najlepszego dowódcę lotniskowców wadm. William Halsey po powrocie z południowego Pacyfiku, został przymusowo odesłany przez adm. Nimitza do szpitala z powodu choroby wskutek półpaśca. Z rekomendacji Halseya też, jego miejsce na pokładzie „Enterprise” zajął dotychczasowy dowódca krążowników jego eskorty kadm. Spruance, który otrzymał też w ten sposób dowództwo TF16, w kwestiach operacyjnych Spruance podlegał jednak wadm. Fletcherowi.

## Przed bitwą

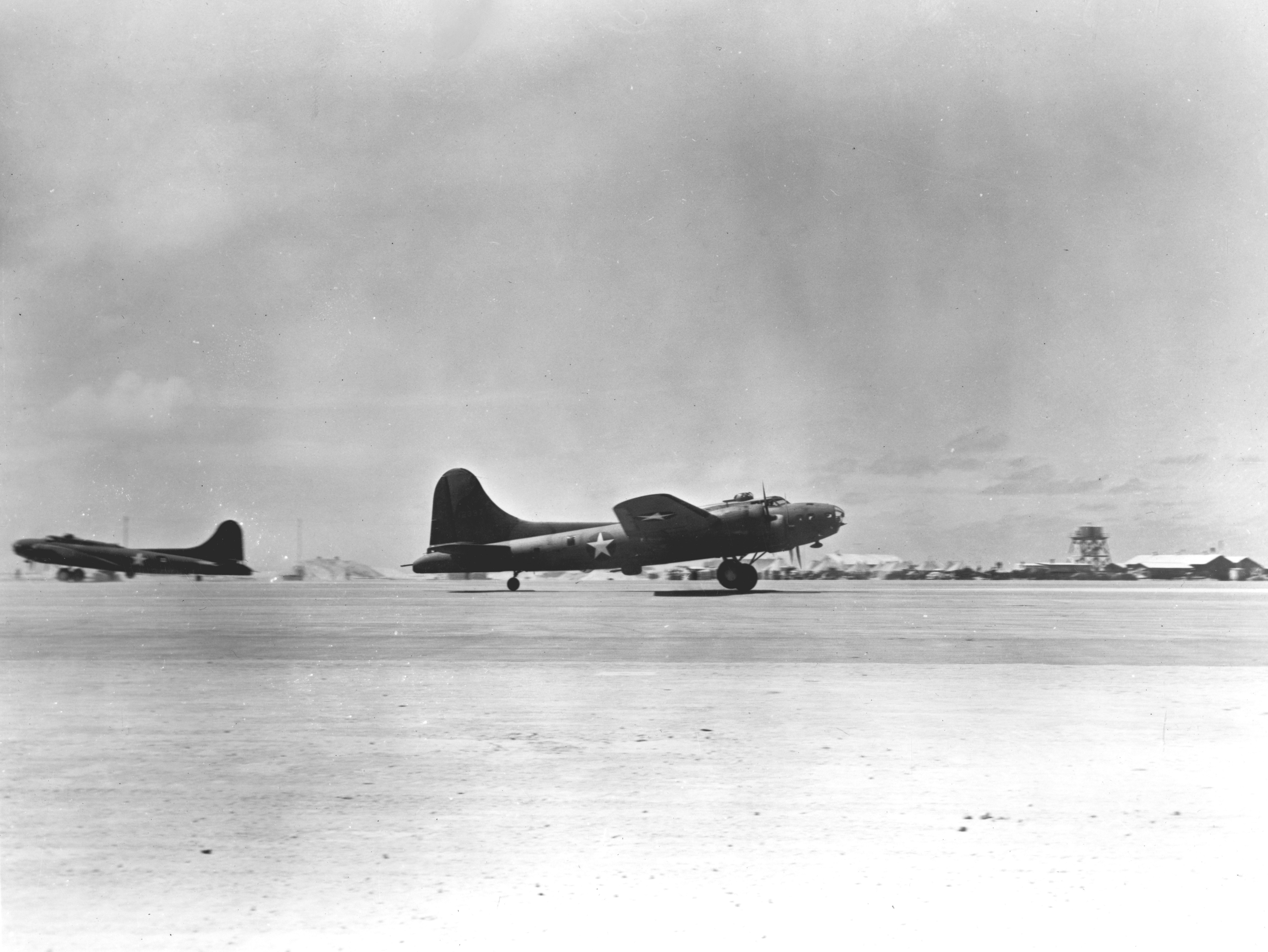
B-17E startują z lotniska na Midway, 31 maja 1942

W dniach 26–28 maja japońskie siły wyszły w morze z baz. Według planu, rankiem 3 czerwca 1942 samoloty z lotniskowców miały jednocześnie zaatakować Dutch Harbor na Aleutach oraz Midway (zespół adm. Nagumo opuścił Japonię z jednodniowym opóźnieniem wobec harmonogramu operacji, wskutek czego data nalotu na Midway musiała zostać przesunięta).

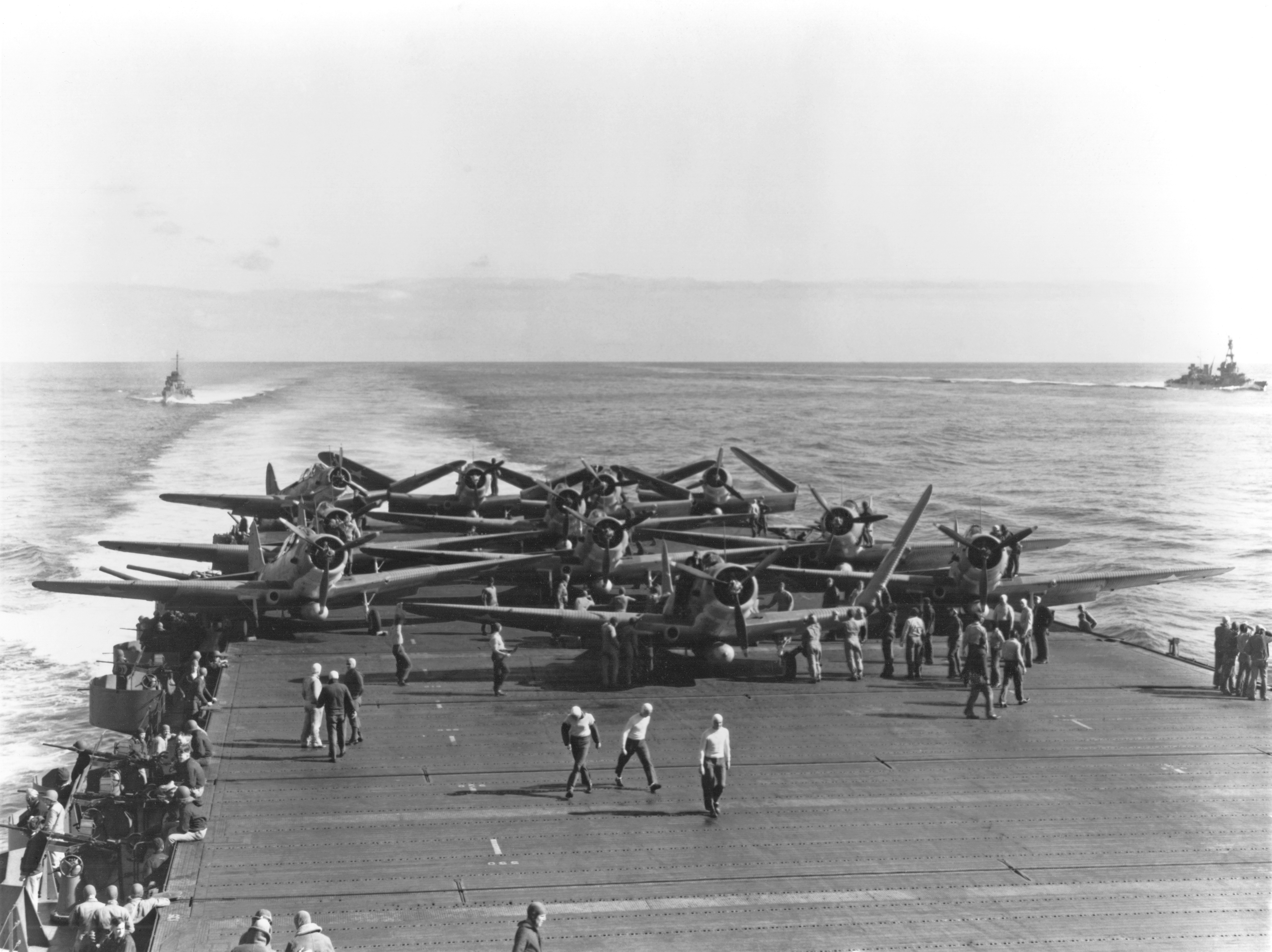
Samoloty torpedowe TBD-1 eskadry VT-6 na pokładzie USS „Enterprise” przed startem rano 4 czerwca 1942

6 czerwca, po bombardowaniu lotniczym i artyleryjskim Midway, atol miał zostać zajęty przez zespół inwazyjny. Zespół ubezpieczający pozostawał pomiędzy Midway a Aleutami w razie pojawienia się amerykańskich sił, głównie pancerników. Zadaniem zespołu uderzeniowego było natomiast najpierw zbombardowanie Midway, a ewentualnie później zniszczenie amerykańskich lotniskowców.
Amerykanie dowiedzieli się z wyprzedzeniem o zainteresowaniu Japończyków Midway, dzięki złamaniu szyfru japońskiej marynarki JN25b. Amerykańskie dowództwo, spodziewając się Japończyków, już w ostatnich dniach maja rozpoczęło loty rozpoznawcze, a flota zajęła pozycję ok. 300 mil na północny wschód od Midway. Aż do 3 czerwca loty zdawały się na nic, ponieważ Japończycy przemierzali Pacyfik pod osłoną złej pogody. Dopiero tego dnia rano rozpoznanie lotnicze zameldowało o dużej formacji okrętów w odległości 700 mil od wysp – japońskie okręty zespołu inwazyjnego zostały dostrzeżone na kilka minut przed planowanym zawróceniem samolotu.
Reakcją dowódcy Midway było wysłanie 9 „Latających Fortec” B-17, których atak nie przyniósł żadnych rezultatów, ponieważ został przeprowadzony z bardzo dużej jak na warunki morskie wysokości – 3 tysięcy metrów, a okręty japońskie z łatwością unikały bomb. Dopiero atak łodzi latających Catalina zaowocował uszkodzeniem jednego zbiornikowca.
Tymczasem 3 czerwca Japończycy zbliżyli się na odległość 400 mil do zespołu amerykańskiego, o którego obecności wciąż nie wiedzieli. Zgodnie ze wskazaniami komórki wywiadu elektromagnetycznego HYPO na Hawajach, Japończycy już następnego ranka mieli przeprowadzić atak lotniczy na wyspę. Na tę okoliczność adm. Nimitz, amerykański głównodowodzący Floty Pacyfiku, ustawił swoją flotę niespełna 200 mil na północny wschód od wyspy – blisko floty japońskiej, ale nie tracąc atutu zaskoczenia.

## Bitwa

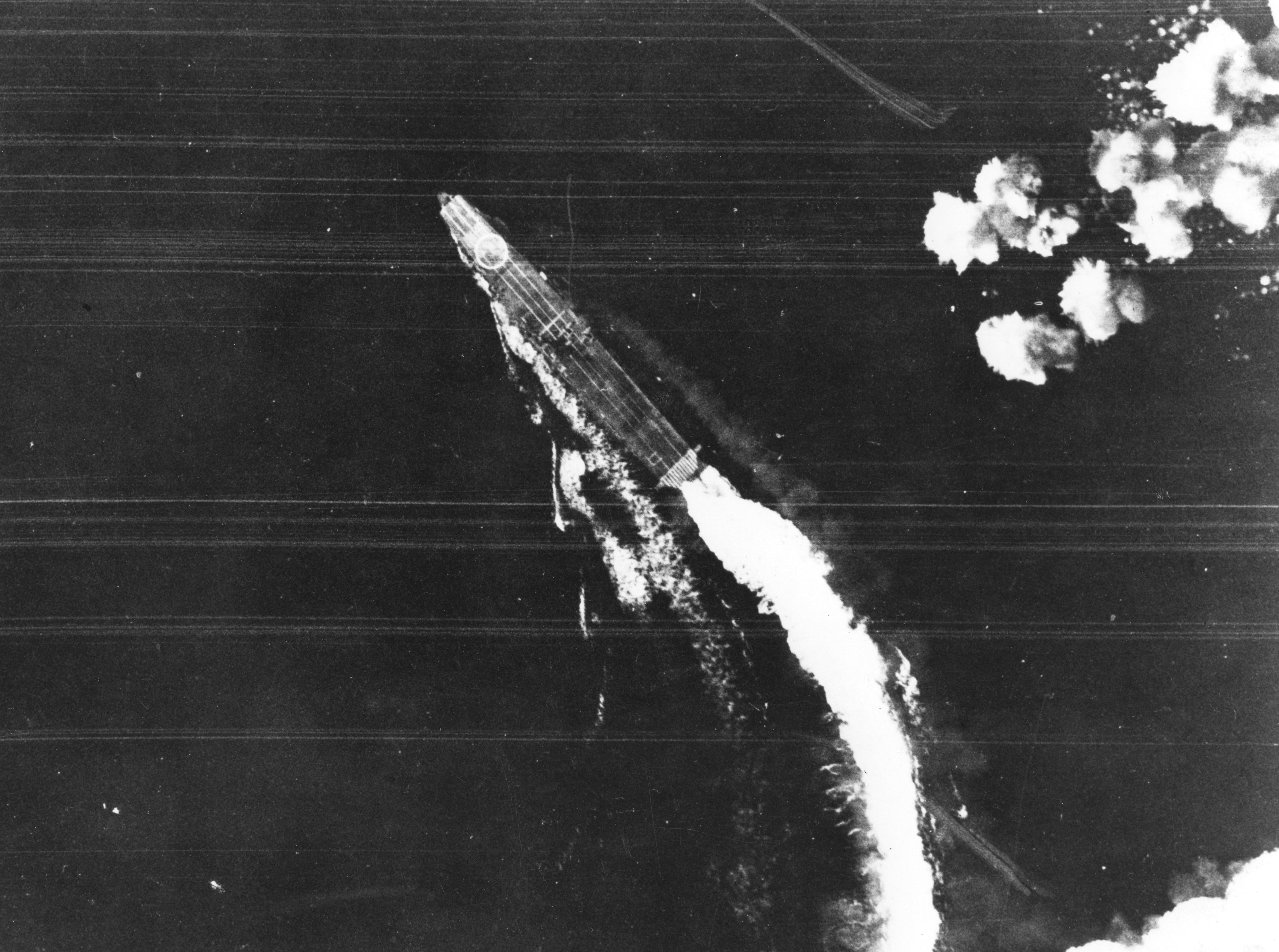
Lotniskowiec „Hiryū” pod niecelnym bombardowaniem bombowców B-17

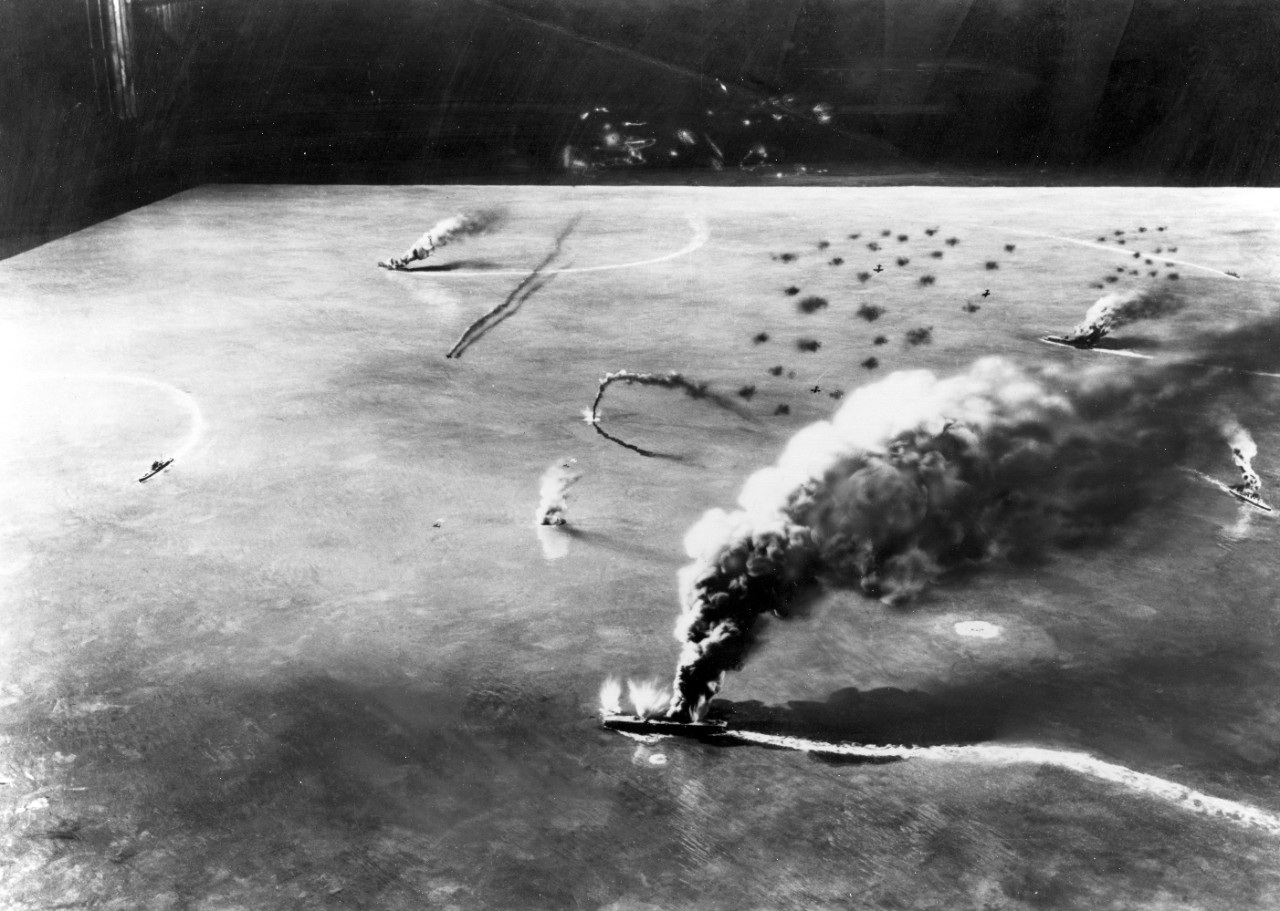
Uproszczona diorama przedstawiająca atak bombowców nurkujących z USS „Yorktown” i USS „Enterprise” na japońskie lotniskowce „Soryū”, „Akagi” i „Kaga”

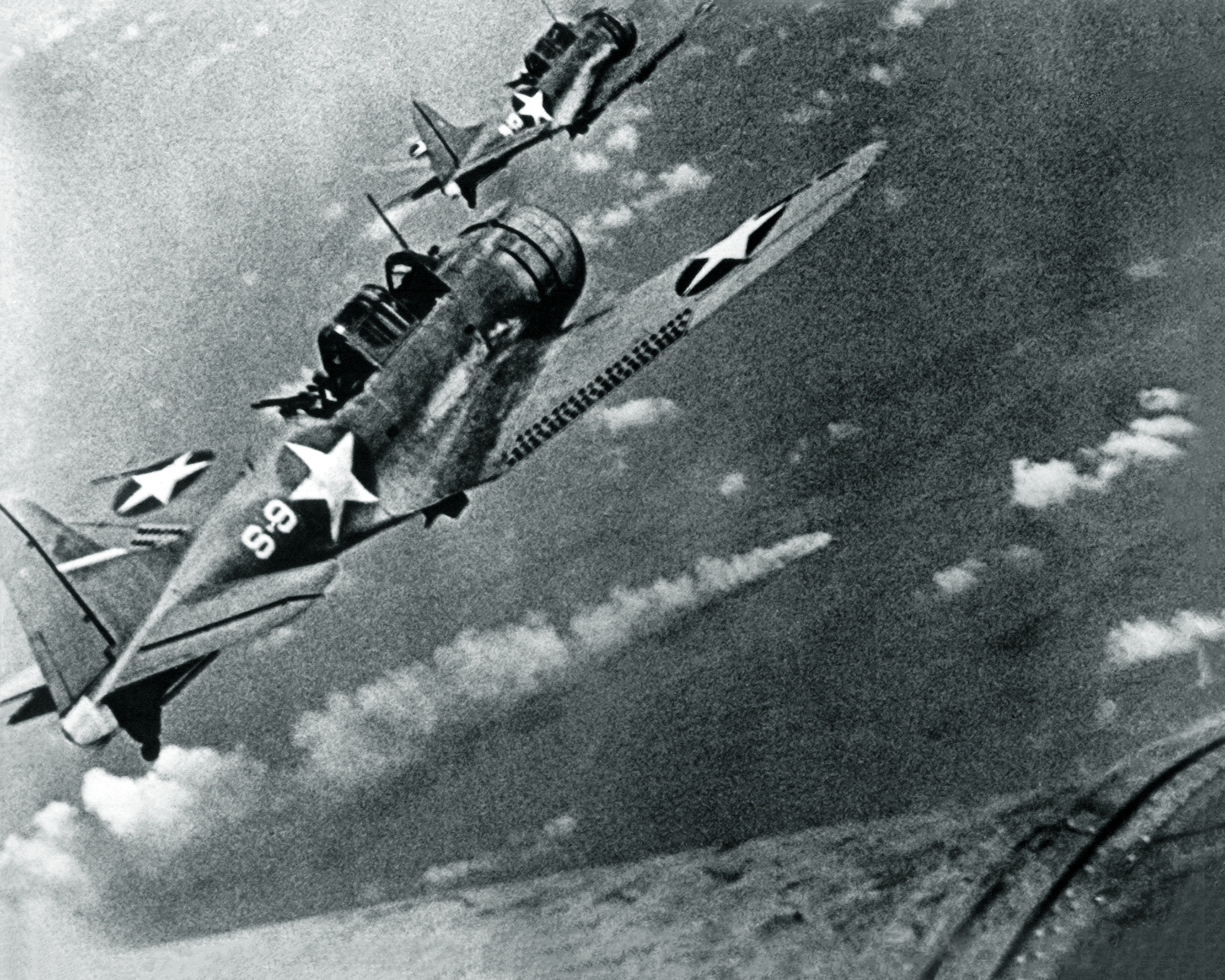
Douglas SBD Dauntless na chwilę przed atakiem na krążownik „Mikuma”

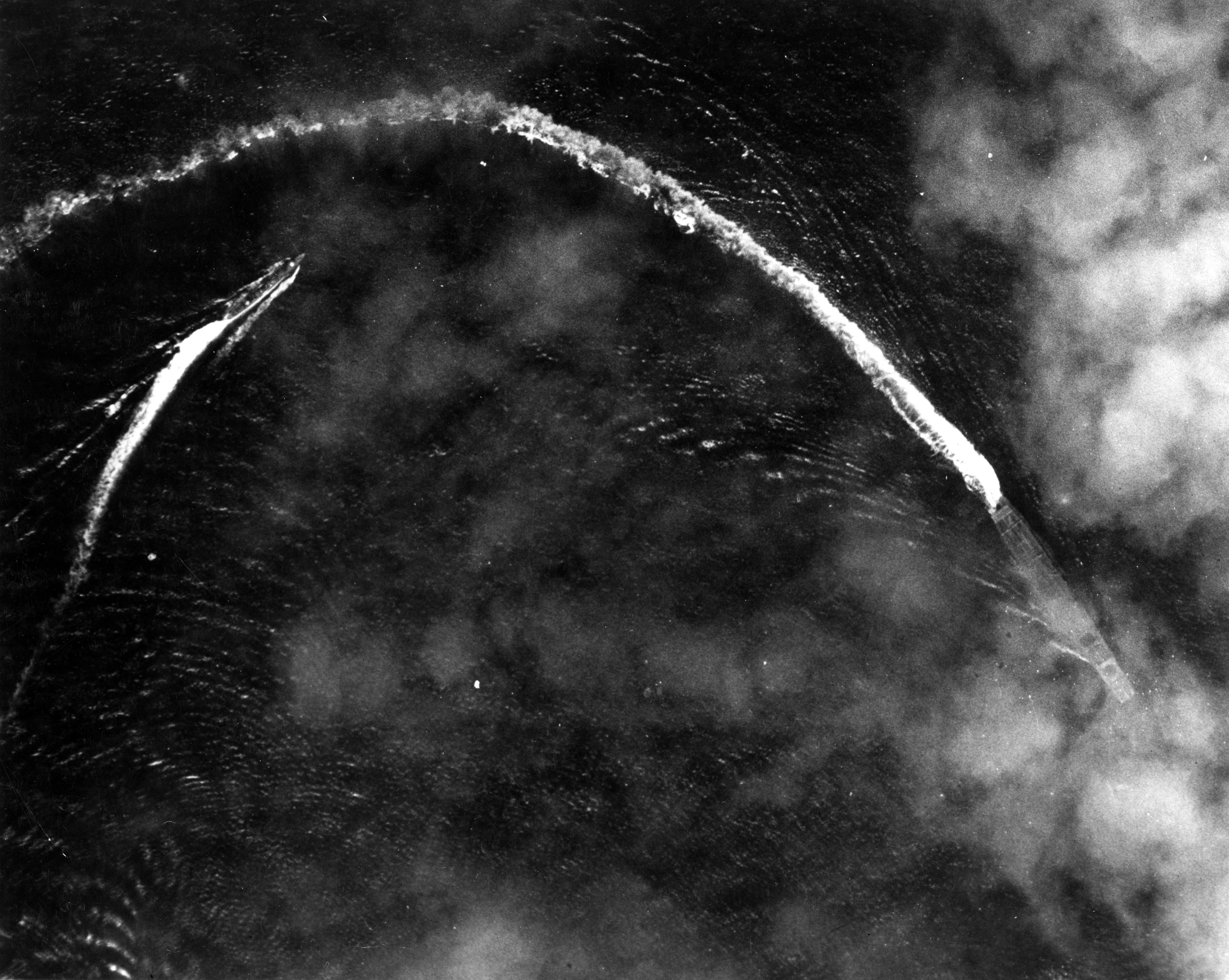
Lotniskowiec „Akagi” (po prawej) manewruje podczas ataku amerykańskich bombowców B-17

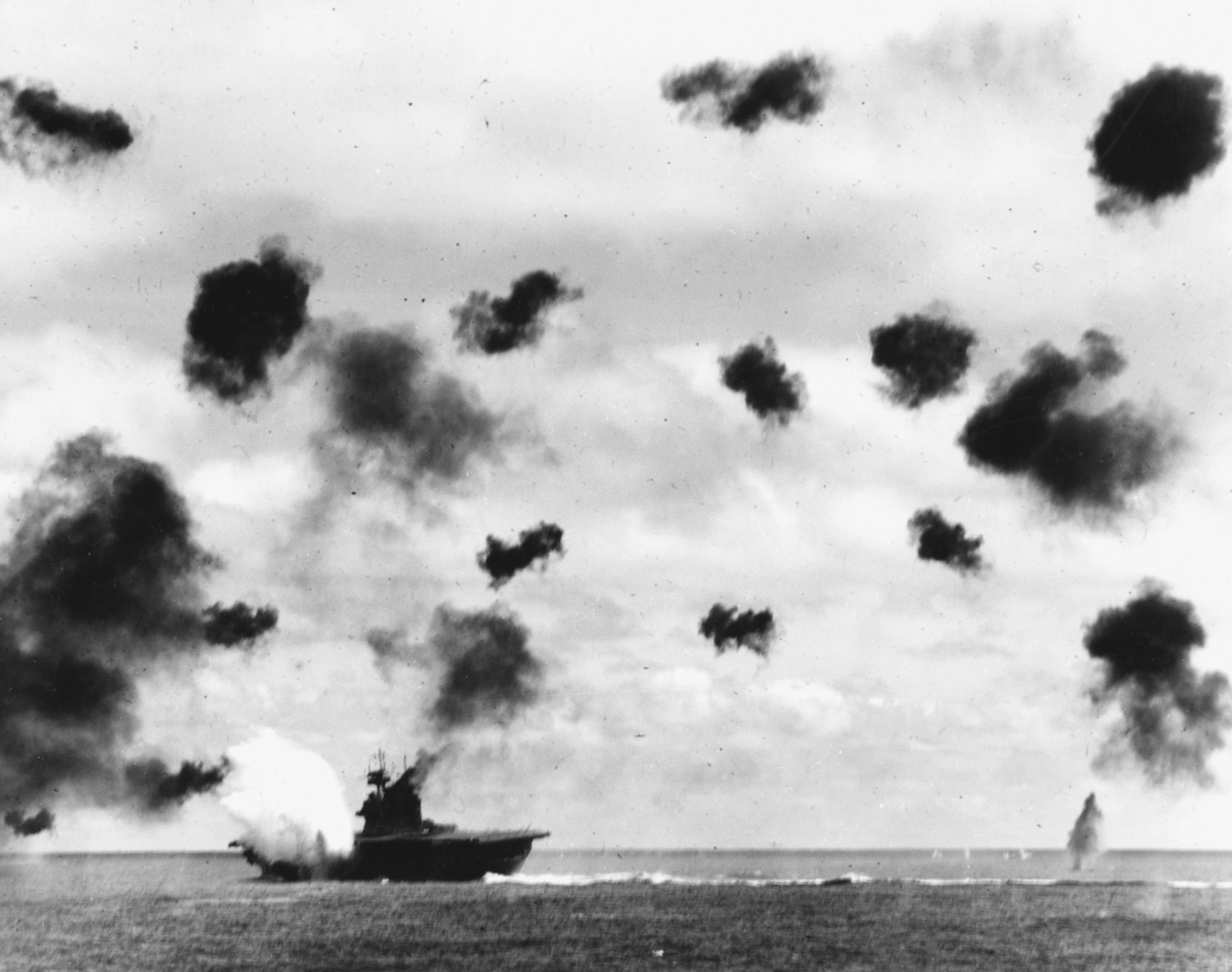
USS „Yorktown” trafiony torpedą lotniczą. Widoczne wybuchy pocisków przeciwlotniczych

Od godziny 4:30 nad ranem 4 czerwca, z japońskich lotniskowców wystartowało 108 samolotów – po 36 samolotów torpedowych, bombowych i myśliwskich, wysłanych w celu zbombardowania instalacji wojskowych na wyspie Midway. Japończycy byli pewni, że w pobliżu nie ma sił amerykańskich. Wysłali wprawdzie na patrol samoloty zwiadowcze, lecz użyli do tego celu niedostatecznej ich ilości, a samolot z krążownika „Chikuma” nie dostrzegł nieprzyjacielskich zespołów operacyjnych znajdujących się w sektorze jego poszukiwań.
Japończyków, po dotarciu do wyspy o 6:30, przywitał ogień artylerii przeciwlotniczej oraz 24 z myśliwców stacjonujących na wyspie. Rezultatem walk było zniszczenie 11 samolotów japońskich (14 było ciężko uszkodzonych), 15 amerykańskich myśliwców (13 Buffalo i 2 Wildcaty; 5 dalszych F2A i 2 F4F odniosły tak ciężkie uszkodzenia, że musiano je później złomować) oraz pewne straty w urządzeniach bazy. Choć jednak zniszczeniu uległy m.in. część zbiorników benzyny lotniczej i urządzenia do tankowania samolotów, sam pas startowy na Sand Island został uszkodzony nieznacznie, więc Amerykanie mogli go szybko naprawić. Obrona przeciwdesantowa atolu praktycznie nie ucierpiała. Gdy Japończycy walczyli nad Midway, ich własne okręty zostały zaatakowane kolejno przez kilka grup amerykańskich samolotów bombowo-torpedowych Avenger i Marauder oraz bombowców nurkujących Dauntless i Vindicator, wysłanych z Midway przed nalotem. Doświadczone załogi japońskich lotniskowców skutecznie manewrowały tak, że Amerykanie nie osiągnęli żadnych trafień. Atakujące bombowce torpedowe i nurkujące zostały zdziesiątkowane przez japońską osłonę myśliwską, która zestrzeliła 16 z nich. Także użycie ciężkich bombowców B-17 przeciw celom nawodnym okazało się zupełnie nieskuteczne.
Na dalszym przebiegu bitwy zaważyły czynnik czasu i decyzje podejmowane przez adm. Nagumo. Po wysłaniu fali samolotów na Midway, zatrzymał on część samolotów torpedowych na lotniskowcach, przewidując, że w pobliżu może pojawić się amerykańska flota, zwabiona obecnością Japończyków. Tymczasem dowódca grupy samolotów atakujących Midway zgłosił konieczność przeprowadzenia drugiego nalotu, w celu zniszczenia lotniska na wyspie. Brak powtórnego nalotu był już błędem popełnionym przez Japończyków w Pearl Harbor. Nagumo zdecydował więc przezbroić oczekujące na lotniskowcach samoloty torpedowe w bomby i wysłać je nad Midway. Około godziny 7:30 pierwszy japoński samolot zwiadowczy dostrzegł amerykańskie okręty. Zaszła więc konieczność ponownego przezbrojenia samolotów w torpedy. W tym czasie zaczęły powracać na lotniskowce samoloty znad Midway, które należało przyjąć na pokłady, zatankować i uzbroić. Odwlekło to wysłanie samolotów uderzeniowych przeciw flocie amerykańskiej. Wówczas, około godziny 9:30, zaatakowały amerykańskie samoloty, które od godziny 7:00 zaczęły startować z lotniskowców amerykańskich.
Próba utworzenia jednolitej grupy uderzeniowej z samolotów zespołu TF-16 nie powiodła się. Eskadry bombowe i bombowo-rozpoznawcze wysłane z „Enterprise” (VB-6 i VS-6) oraz „Horneta” (VB-8 i VS-8 z osłoną myśliwców eskadry VF-8) obrały odmienne kursy (dowódca „Horneta” kontradmirał Mitscher błędnie założył, że japońskie lotniskowce podzielone są na dwa zespoły płynące w dużym oddaleniu od siebie i postanowił zaatakować drugi z nich). Eskadra samolotów torpedowych z „Horneta” (VT-8) pierwotnie towarzyszyła bombowcom, następnie jednak odłączyła się od nich (z inicjatywy swego dowódcy komandora podporucznika J.C. Waldrona, który uważał, że nakazany kurs jest błędny i prawidłowo odgadł pozycję Japończyków). Eskadra torpedowa z „Enterprise” (VT-6) wystartowała z opóźnieniem. Myśliwce z „Enterprise” (z eskadry VF-6) podążyły za samolotami torpedowymi „Horneta”. Sprawnie za to przebiegł rozpoczęty o godzinie 08:38 start eskadr „Yorktowna” (bombowa VB-3, torpedowa VT-3, osłona myśliwska z VF-3). Tym razem amerykańskie samoloty uformowały połączoną grupę uderzeniową.
Jako pierwsze, o godzinie 09:20, zaatakowały samoloty torpedowe z „Horneta”. Towarzyszące im dotąd myśliwce z „Enterprise” przeoczyły moment rozpoczęcia nalotu przez VT-8 i nie zapewniły mu osłony. Wszystkie 15 samolotów torpedowych Douglas TBD-1 Devastator zostało zestrzelonych nad celem przez myśliwce i artylerię. Ocalał tylko jeden z pilotów – ppor. George Gay. Następnie (o godzinie 09:38) nadleciały samoloty torpedowe z „Enterprise” (VT-6, dowódca kmdr ppor. Eugene Lindsey). Również i one zostały zmasakrowane przez Japończyków – z 14 maszyn ocalały 4. Determinacja załóg tych dwóch eskadr torpedowych poszła w znacznym stopniu na marne. Niezgodny z prawdą jest powszechny pogląd, że związały japońską osłonę myśliwską, co ułatwiło atak bombowców nurkujących – ataki VT-6 i VT-8 miały miejsce na kilkadziesiąt minut przed przybyciem na pole walki amerykańskich nurkowców. Korzystny dla Amerykanów był jednak fakt, iż na zmuszonych do gwałtownych manewrów lotniskowcach japońskich uległy spowolnieniu przygotowania do startu bombowców. Ponadto część myśliwców japońskich patroli powietrznych musiała lądować celem uzupełnienia zapasu amunicji, a w tym czasie trzeba było zastępować je w powietrzu kolejnymi Zero.
Fatalny dla Amerykanów bilans zmienił się jednak, gdy nadleciały ich kolejne eskadry – grupa uderzeniowa z „Yorktowna” oraz bombowce nurkujące z „Enterprise”. Uwagę japońskich patroli powietrznych zaabsorbował rozpoczęty o godzinie 10.10 nalot samolotów torpedowych z lotniskowca „Yorktown” (kmdr ppor Lance Massey). Część Zero wdała się też w walkę powietrzną z amerykańskimi myśliwcami eskadry VF-3 z „Yorktowna” (pod dowództwem kmdra ppor J. S. Thacha, który podczas tego właśnie starcia po raz pierwszy zastosował w boju swoją słynną później taktykę walki z Zero, zwaną „Przeplatanką Thacha”). W tej sytuacji całkowicie niespodziewanym przez Japończyków i niemożliwym już dla nich do odparcia okazał się atak dwóch eskadr bombowców nurkujących Dauntless z lotniskowca „Enterprise” (VB-6 oraz VS-6) pod dowództwem komandora podporucznika Wade’a McClusky’ego. Zaskoczyły one lotniskowce o godzinie 10:25, z osłoną myśliwską zajętą zwalczaniem samolotów torpedowych „Yorktowna”, atakujących lotniskowiec „Hiryū”. VT-3 spotkał podobny los, co poprzednio atakujące eskadry torpedowe – z 12 samolotów tylko 2 przetrwały nalot, a i one musiały później wodować. Jednak bombowcom nurkującym Dauntless, nadlatującym z wysokości kilku kilometrów, udało się skutecznie zbombardować lotniskowce japońskie „Akagi” i „Kaga”.
Wbrew popularnemu poglądowi, pokłady japońskich lotniskowców nie były zastawione licznymi, gotowymi do startu i uzbrojonymi samolotami. Kapitan Richard Best zauważył jedynie 6 lub 7 Zer na pokładzie „Akagi”. Jeden z pilotów z „Kagi” – Takayoshi Morinaga, stwierdził, że jedynie dwa lub trzy samoloty były na pokładzie w momencie ataku. Oba okręty stanęły w płomieniach, podsycanych benzyną lotniczą i wybuchami uzbrojenia samolotów. W tym samym czasie trzeci japoński lotniskowiec – „Sōryū” – padł ofiarą ataku 17 bombowców nurkujących z „Yorktowna” (eskadra VB-3). Okręt został trafiony przez trzy bomby. Warto podkreślić, że dowódca samolotów z „Yorktowna” – kapitan Maxwell F. Leslie, stwierdził, że nie widział żadnych samolotów na pokładzie „Soryu” podczas ataku. Uzbrajane i tankowane samoloty znajdowały się jednak na pokładach hangarowych, co sprawiło, że skutki eksplozji bomb rzeczywiście okazały się zabójcze.
O godz. 14:00 „Kaga” został dodatkowo trafiony jedną torpedą wystrzeloną z okrętu podwodnego USS „Nautilus” (SS-168), lecz nieskutecznie, ponieważ torpeda nie eksplodowała. Podjęte przez Japończyków próby ratowania okrętu zakończyły się niepowodzeniem, i o godzinie 19:25 został zatopiony przez torpedy z niszczyciela „Hagikaze”. Nieco wcześniej, o 19:13, torpedy niszczyciela „Isokaze” zatopiły lotniskowiec „Soryu”. Również ciężko uszkodzony flagowy „Akagi” został zatopiony o 05:20 następnego dnia, trafiony torpedami wystrzelonymi z niszczycieli „Arashi”, „Nowaki”, „Hagikaze” i „Maikaze”.

### Japoński kontratak
Japończycy stracili w krótkim czasie 3 duże lotniskowce i został im tylko jeden – „Hiryū” (oznacza to dosłownie „latający smok”). Jego samoloty zaatakowały lotniskowiec USS „Yorktown”, którego załoga była jednak dobrze przygotowana do odparcia uderzenia. W asyście 12 myśliwców eskorty zestrzelili oni wprawdzie 11 z 18 bombowców, lecz pozostałe samoloty dowodzonej przez Michio Kobayashiego najlepszej eskadry pokładowej w całej flocie japońskiej, uzyskały 3 trafienia, ciężko uszkadzając „Yorktowna”. Dzięki błyskawicznej i sprawnej akcji ratowniczej, okręt tymczasowo uratowano, a powracające samoloty bezpiecznie przeniosły się na „Enterprise”. Jednakże kolejny atak na okręt przypuściły prowadzone przez Jōichiego Tomonagę japońskie samoloty torpedowe. Udało im się dwukrotnie trafić okręt torpedami, doprowadzając do 23-stopniowego przechyłu. Załoga opuściła okręt.

### Uderzenie popołudniowe
Po południu amerykańskie bombowce nurkujące startujące z „Enterprise” (w tym 10 maszyn z „Yorktowna”), zaatakowały szykujący się do kolejnego wypuszczenia samolotów „Hiryū”, zamieniając go w płonący wrak. „Hiryū” zatonął ok. 9:00 następnego dnia, dobity japońskimi torpedami, pociągając ze sobą kadm. Tamona Yamaguchiego, który pozostał na pokładzie.
Oznaczało to ostateczną porażkę japońskiej floty i w konsekwencji załamanie ofensywy. W nocy z 4 na 5 czerwca adm. Yamamoto zarządził odwrót. Porażkę pogłębiło zderzenie dwóch krążowników ciężkich, które dla jednego z nich – „Mikuma” – skończyło się tragicznie. W wyniku zderzenia zostały uszkodzone jego zbiorniki paliwa i okręt zostawiał za sobą widoczny ślad ropy, który umożliwił odnalezienie go przez lotnictwo amerykańskie i zatopienie, drugi „Mogami” został uszkodzony. 6 czerwca Amerykanie z powodu braku paliwa zaprzestali pogoni. Tego samego dnia ciężko uszkodzony „Yorktown” i towarzyszący mu niszczyciel „Hammann” zostały storpedowane przez japoński okręt podwodny I-168; „Hammann” zatonął natychmiast, a „Yorktown” następnego dnia rano o godzinie 05:01. 7 czerwca 1942 bitwa o Midway zakończyła się.

## Po bitwie

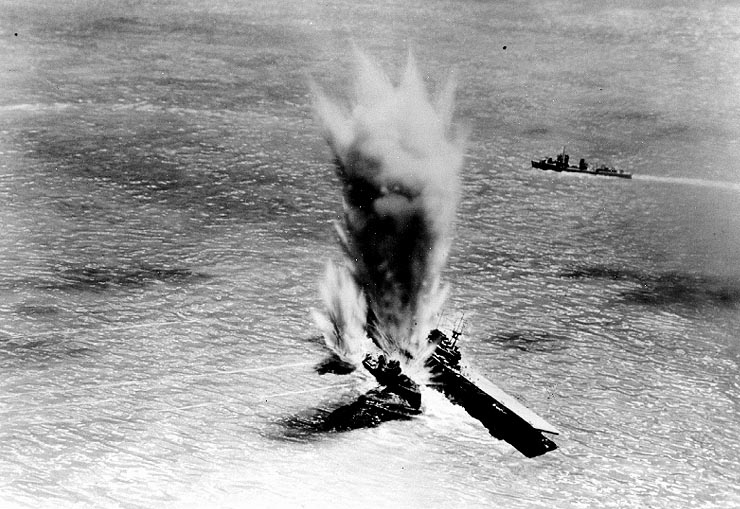
Storpedowane okręty USS „Yorktown” oraz USS „Hammann”

Bitwa o Midway okazała się pierwszą porażką floty japońskiej od 350 lat, tzn. od roku 1592, kiedy to koreański adm. Yi-Sun pobił Japończyków u wybrzeży Korei. Uważana jest umownie za punkt zwrotny w walkach na Pacyfiku, po którym Japończycy przeszli do defensywy.
Japończycy stracili trzon swych sił: 4 duże lotniskowce, krążownik „Mikuma” (łącznie około 100 tys. ton wyporności), 253 samoloty oraz 3 tys. ludzi na pokładach. W budowie wówczas znajdowały się tylko dwa lotniskowce o podobnej wielkości – „Taihō” i „Unryū”. Dla odrobienia strat rozkazano przerobić na lotniskowce kilka niedokończonych okrętów, m.in. „Shinano” – trzeci pancernik typu Yamato. Straty amerykańskie zamknęły się w jednym lotniskowcu („Yorktown”), jednym niszczycielu, 150 samolotach i 300 ludziach. Lecz jeżeli porównać straty wśród personelu latającego obydwu stron, to okazuje się, że w bitwie poległo więcej lotników amerykańskich (194).
Dużą i trudną do nadrobienia stratą dla Japończyków była utrata wyszkolonego personelu lotniczego oraz pilotów. Wynikało to z japońskiego systemu szkoleniowego, w którym najlepsi i najbardziej doświadczeni piloci pozostawali w jednostkach liniowych do końca, aż nie polegną w walce. Owocowało to wysokim poziomem wyszkolenia Japończyków, ale system ów był zupełnie nieodporny na duże straty ludzkie. Amerykanie przenosili swoich asów do jednostek szkoleniowych, dzięki czemu utrzymywali stały, aczkolwiek często nie najwyższy, poziom wyszkolenia. Dzięki temu systemowi oraz dużym zasobom ludzkim dostarczenie posiłków nie stanowiło problemu.
Błędne jest jednak rozpowszechnione przekonanie, jakoby to właśnie pod Midway wyginęła większość japońskich wyszkolonych lotników. Straty wśród nich były stosunkowo niewielkie i wyniosły 121 ludzi („Akagi” – 7, „Kaga” – 21, „Soryu” – 10, „Hiryu” – 72, oprócz tego zginęło 11 lotników wodnosamolotów rozpoznawczych). Upadek japońskiego lotnictwa morskiego zapoczątkowały łączne straty poniesione podczas działań bojowych w 1942 r., szczególnie podczas przewlekłej kampanii o Guadalcanal.

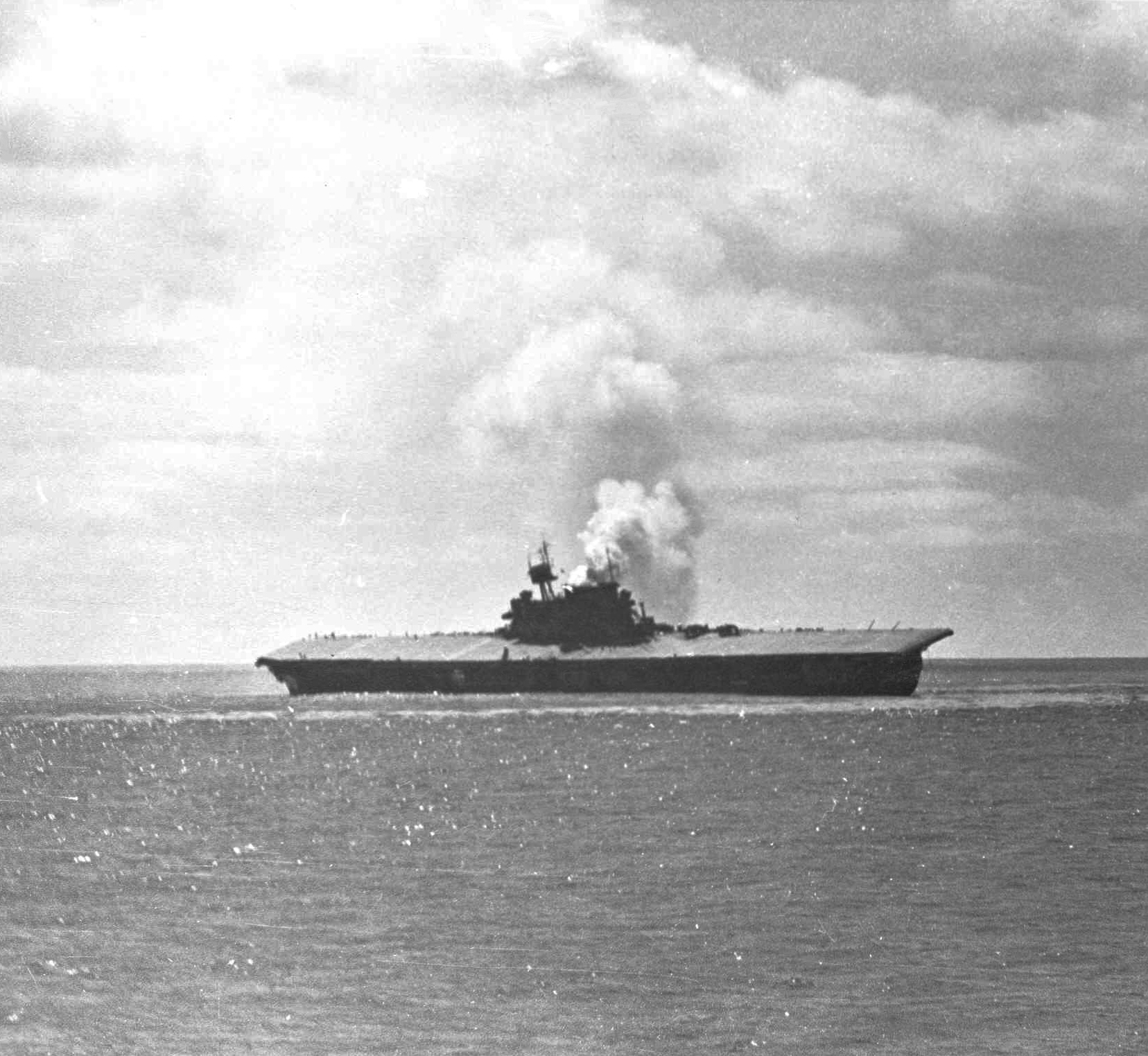
USS „Yorktown” tonie

Stratą największą i niepowetowaną okazała się śmierć wielu wyszkolonych specjalistów obsługi pokładowej. To oni stanowili większość japońskich ofiar bitwy (ok. 2600 z ok. 3000 poległych). Z tej liczby szczególnie bolesna okazała się śmierć 721 techników lotniczych. Utrata takiej liczby trudnego do zastąpienia wyspecjalizowanego personelu wpłynęła ujemnie na efektywność operacji japońskich lotniskowców w toku dalszych działań wojennych.
Straty japońskie wyniosły:
- 4 lotniskowce:
  - Akagi (jap. czerwony zamek – nazwa wulkanu w prowincji Gunma) – 36500 ton wyporności,
  - Kaga (wielka radość – nazwa prowincji) – 38200 ton,
  - „Sōryū” (szaroniebieski smok) – 15900 ton,
  - Hiryū (latający smok) – 17300 ton,
- krążownik ciężki „Mikuma” 12400 ton.

Razem: okręty o wyporności 120300 ton.
Amerykanie utracili:
- lotniskowiec USS „Yorktown” o wyporności 19800 ton,
- niszczyciel USS „Hammann” (DD-412).

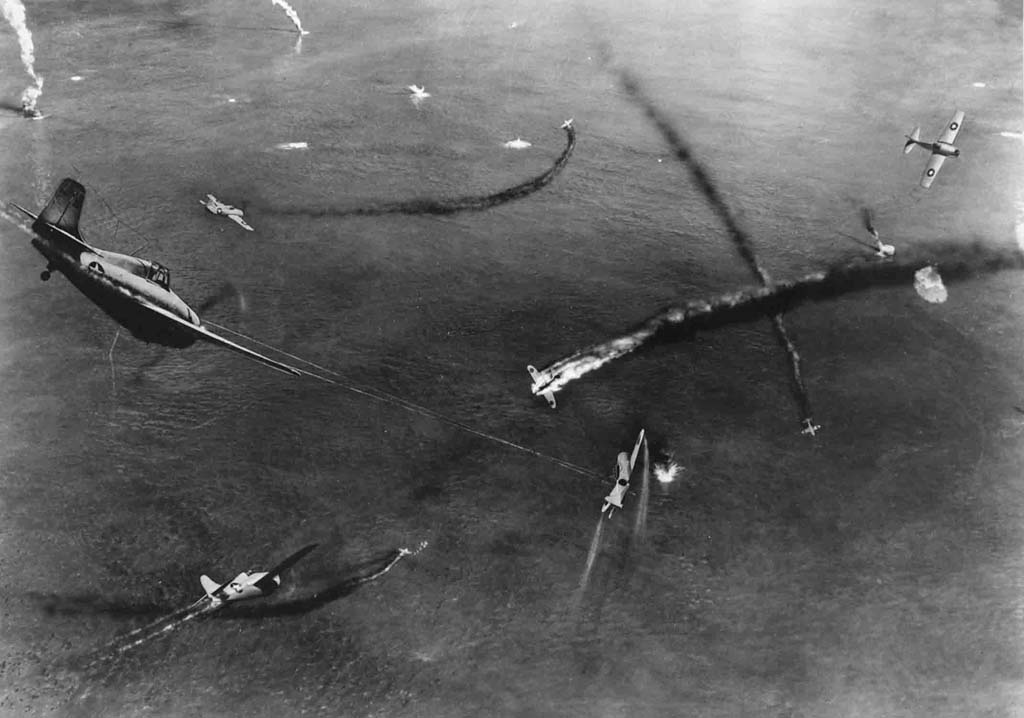
Amerykańskie i japońskie samoloty podczas walki powietrznej w czasie bitwy o Midway

Katastrofalna klęska w bitwie o Midway załamała japońską strategię wojny na Pacyfiku. Bez 4 utraconych lotniskowców Japończycy musieli zrezygnować ze swoich dalszych planów ofensywnych (zajęcia Nowych Hebrydów i Nowej Kaledonii, wysp Fidżi i Samoa oraz operacji przeciw Australii i Hawajom). Co więcej, strata tych bezcennych jednostek podważyła również plany defensywne Japonii – bowiem to lotniskowce miały stanowić ruchomy odwód strategiczny w spodziewanej fazie obronnej wojny z USA.
Zwycięstwo Stanów Zjednoczonych pod Midway umożliwiło im przejście do ofensywy na Pacyfiku jeszcze latem 1942, tzn. na kilkanaście miesięcy wcześniej, zanim nabierający dopiero rozmachu potencjał przemysłowy tego kraju zaczął rozstrzygająco wpływać na wynik wojny z Japonią.
Japończycy do końca wojny nie odzyskali już inicjatywy strategicznej. Klęska była tak wielka, że postanowiono ją zupełnie utajnić przed społeczeństwem.

## Zbrodnie wojenne
Podczas bitwy o Midway Japończycy dopuścili się zbrodni wojennych na kilku wziętych do niewoli lotnikach amerykańskich.
Chorąży Wesley Osmus, pilot strąconego samolotu torpedowego z lotniskowca „Yorktown” został wyłowiony z morza przez niszczyciel „Arashi”, dowodzony przez komandora porucznika Yasumasa Watanabe okręt flagowy 4 Dywizjonu Niszczycieli pod dowództwem komandora porucznika Kosaku Ariga. Na pokładzie Osmusa poddano przesłuchaniu, podczas którego był bity i zastraszany ścięciem mieczem. Następnie, na rozkaz dowódcy „Arashi”, japońscy marynarze wyrzucili lotnika za burtę okrętu. Amerykanin usiłował uczepić się relingu, lecz został zamordowany ciosem siekiery w tył głowy. Podobnie tragiczny los spotkał załogę jednego z bombowców nurkujących lotniskowca „Enterprise”: pilota Franka O’Flaherty’ego oraz jego strzelca pokładowego Bruno Gaido. Po tym, jak ich samolot wodował z braku paliwa, zostali podjęci na pokład niszczyciela „Makigumo” (dowodzonego przez komandora porucznika Isamu Fujitę). Po brutalnym przesłuchaniu Amerykanów wypchnięto za burtę, skrępowanych i z przywiązanym do ciał obciążeniem. Obydwaj utonęli. Mordercy Osmusa, O’Flaherty’ego i Gaido nie ponieśli odpowiedzialności karnej za swoje zbrodnie.

## Pamięć o bitwie
Bitwa o Midway trafiła do panteonu amerykańskich narodowych zwycięstw, wielokrotnie inspirując Amerykanów do jej upamiętniania.
4 czerwca (rocznica decydującego dnia bitwy) jest oficjalnym świętem Marynarki Wojennej Stanów Zjednoczonych (jako „Midway Day”).
W 1943 r. imieniem „Midway” ochrzczono lotniskowiec eskortowy typu Casablanca (CVE-63); w 1944 r. nazwę okrętu zmieniono na „St. Lo”.
W 1945 r. na cześć bitwy nazwano pierwszy z typu wielkich nowoczesnych lotniskowców US Navy, USS „Midway” (CV-41).
Już 14 września 1942 odbyła się premiera pierwszego filmu poświęconego bitwie – dokumentalnego obrazu pt. Bitwa o Midway w reżyserii Johna Forda. Ten wybitny amerykański reżyser osobiście kręcił część swego dramatycznego materiału filmowego i podczas japońskiego nalotu na Midway został kontuzjowany, częściowo tracąc słuch. W 1943 r. dzieło Forda zostało uhonorowane Oscarem za najlepszy film dokumentalny.
Z 1976 r. pochodzi fabularny film Bitwa o Midway wyreżyserowany przez Jacka Smighta. Jest to nakręcona z rozmachem (choć przy licznych niedoróbkach) hollywoodzka superprodukcja. Bitwa zainspirowała również licznych twórców gier komputerowych, np. Battlestations: Midway (gdzie prócz zmagań pod Midway gracz bierze udział także w innych operacjach drugiej wojny światowej na Pacyfiku).
Zostali uhonorowani także niektórzy z bohaterów bitwy. Np. w sierpniu 1942 nazwisko poległego w bitwie lotnika piechoty morskiej majora Loftona Hendersona otrzymało lotnisko na odbitej z rąk Japończyków wyspie Guadalcanal (Henderson Field). Obecnie nazwę Henderson Field nosi port lotniczy na Sand Island w atolu Midway. Na cześć Johna Waldrona, poległego dowódcy samolotów torpedowych z lotniskowca „Hornet” nazwano niszczyciel typu „Allen M. Sumner” (USS „Waldron”, DD-699) oraz pas startowy bazy lotniczej Corpus Christi w Teksasie (Waldron Field). Nazwiskiem Wesleya Osmusa, zamordowanego przez Japończyków pilota z lotniskowca „Yorktown”, ochrzczono w 1943 r. niszczyciel eskortowy typu „Buckley” – USS „Osmus” (DE-701). W ten sam sposób uczczono pamięć innego zamordowanego w niewoli lotnika, Franka W. O’Flaherty’ego z lotniskowca „Enterprise” – jego nazwisko nosił niszczyciel eskortowy USS „O’Flaherty” (DE-340) typu „John C. Butler”.
W 2010 roku zespół Sabaton nagrał piosenkę pt. „Midway”, która ukazała się w albumie „Coat of Arms”.

## Siły
† – okręty zatopione

### Japonia
Opisane tylko główne siły:
- 1 Zespół Uderzeniowy Lotniskowców (wadm. Chūichi Nagumo)
  - 1 Dywizjon Lotniskowców:
    - lotniskowiec „Akagi”† (flagowy)
    - lotniskowiec „Kaga”†

  - 2 Dywizjon Lotniskowców: (kadm. Tamon Yamaguchi)
    - lotniskowiec „Hiryū”† (flagowy)
    - lotniskowiec „Sōryū”†

  - 8 Dywizjon Krążowników (kadm. Hiroaki Abe)
    - krążowniki ciężkie: „Tone” (flagowy), „Chikuma”

  - 3 Dywizjon Pancerników
    - Sekcja 2: „Haruna”, „Kirishima”

  - 10 Flotylla Niszczycieli (kadm. Susumu Kimura)
    - krążownik lekki „Nagara” (flagowy)
    - 4 Dywizjon Niszczycieli: „Nowaki”, „Arashi”, „Hagikaze”, „Maikaze” (typ Kagerō)
    - 10 Dywizjon Niszczycieli: „Kazagumo”, „Yugumo”, „Makigumo” (typ Yūgumo)
    - 17 Dywizjon Niszczycieli: „Urakaze”, „Isokaze”, „Tanikaze”, „Hamakaze” (typ Kagerō)

  - Zespół zaopatrzeniowy
    - zbiornikowce zaopatrzeniowe „Kyokuto Maru”, „Kokuyo Maru”, „Nippon Maru”, „Shinkoku Maru”, „Toho Maru”
    - niszczyciel „Akigumo” (typ Kagerō)

### USA
- Zespół operacyjny Task Force 17 (kadm. Frank Jack Fletcher)
  - Grupa operacyjna Task Group 17.5
    - lotniskowiec USS „Yorktown” (CV-5)†

  - Grupa operacyjna Task Group 17.2 (kadm. William Ward Smith)
    - krążowniki ciężkie: USS „Astoria” (CA-34) (flagowy), USS „Portland” (CA-33)

  - Grupa operacyjna 17.4 (kmdr Gilbert C. Hoover)
    - 2 Dywizjon Niszczycieli: USS „Morris” (DD-417), USS „Russell” (DD-414), USS „Hammann”† (DD-412), USS „Anderson” (DD-411), USS „Hughes” (DD-410)
    - 22 Dywizjon Niszczycieli: USS „Gwin” (DD-433)
- Zespół operacyjny Task Force 16 (kadm. Raymond Spruance)
  - Grupa operacyjna Task Group 16.5
    - lotniskowiec USS „Enterprise” (CV-6)
    - lotniskowiec USS „Hornet” (CV-8)

  - Grupa operacyjna Task Group 16.2 (kadm. Thomas Kinkaid)
    - krążowniki ciężkie: USS „Minneapolis” (CA-36), USS „New Orleans” (CA-32), USS „Vincennes” (CA-44), USS „Northampton” (CA-26), USS „Pensacola” (CA-24)
    - krążownik przeciwlotniczy USS „Atlanta” (CL-51)

  - Grupa operacyjna Task Group 16.4
    - 1 Dywizjon Niszczycieli: USS „Phelps” (DD-360), USS „Aylwin” (DD-355), USS „Monaghan” (DD-354), USS „Worden” (DD-352)
    - 6 Dywizjon Niszczycieli: USS „Balch” (DD-363), USS „Conyngham” (DD-371), USS „Benham” (DD-397), USS „Ellet” (DD-398), USS „Maury” (DD-401)
- Grupa zaopatrzeniowa
  - zbiornikowce: USS „Cimarron” (AO-22), USS „Platte” (AO-24)
  - niszczyciele: USS „Dewey” (DD-349), USS „Monssen” (DD-436)(inne języki)

Źródło: Order of Battle: Battle of Midway and Aleutians 3-7 June 1942 w serwisie NavWeaps.com [dostęp 2010-05-20]